# Biserica de lemn din Poarta Sălajului

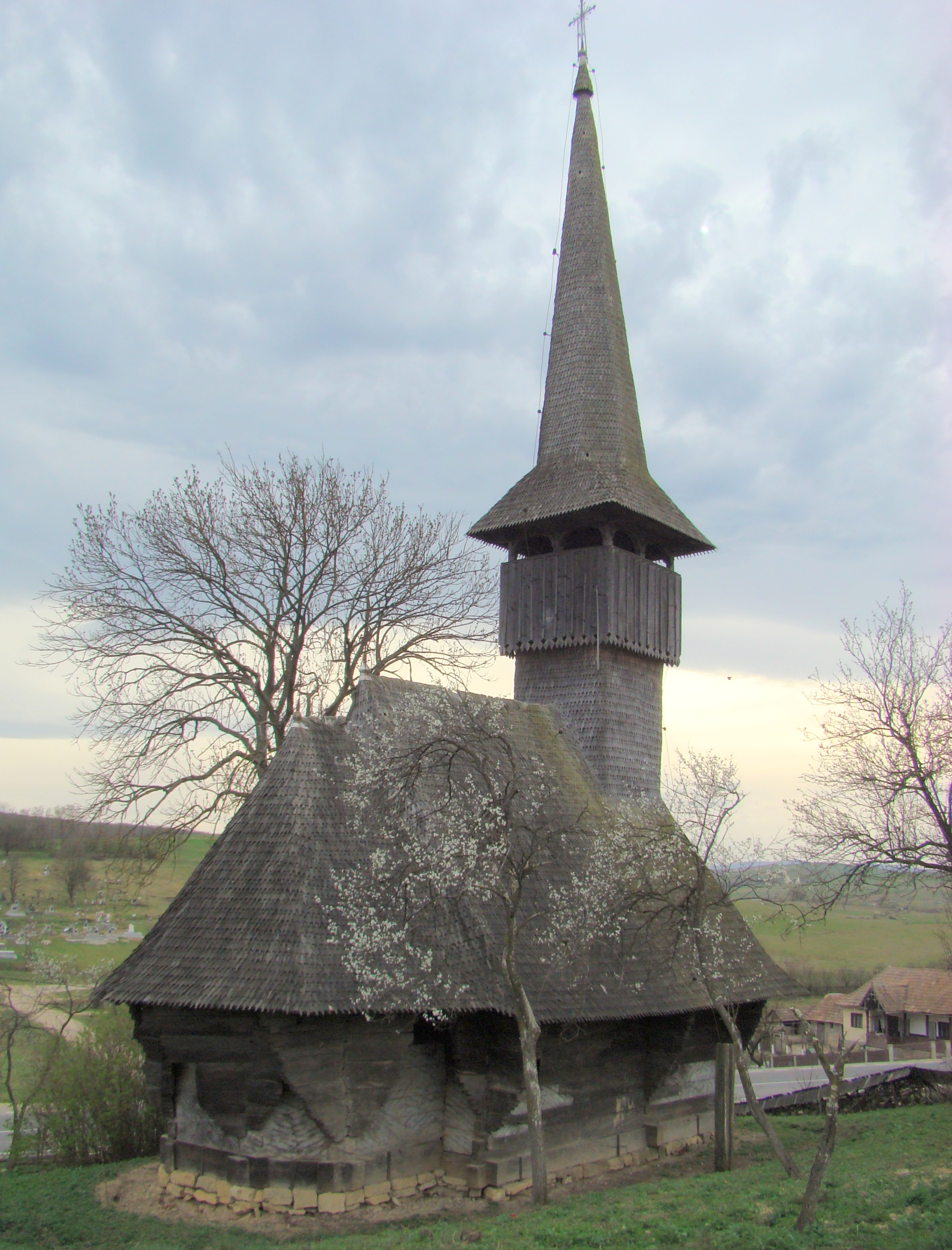
Biserica de lemn „Sfinții Arhangheli Mihail și Gavriil" din Poarta Sălajului, comuna Românași, județul Sălaj, foto: aprilie 2015.

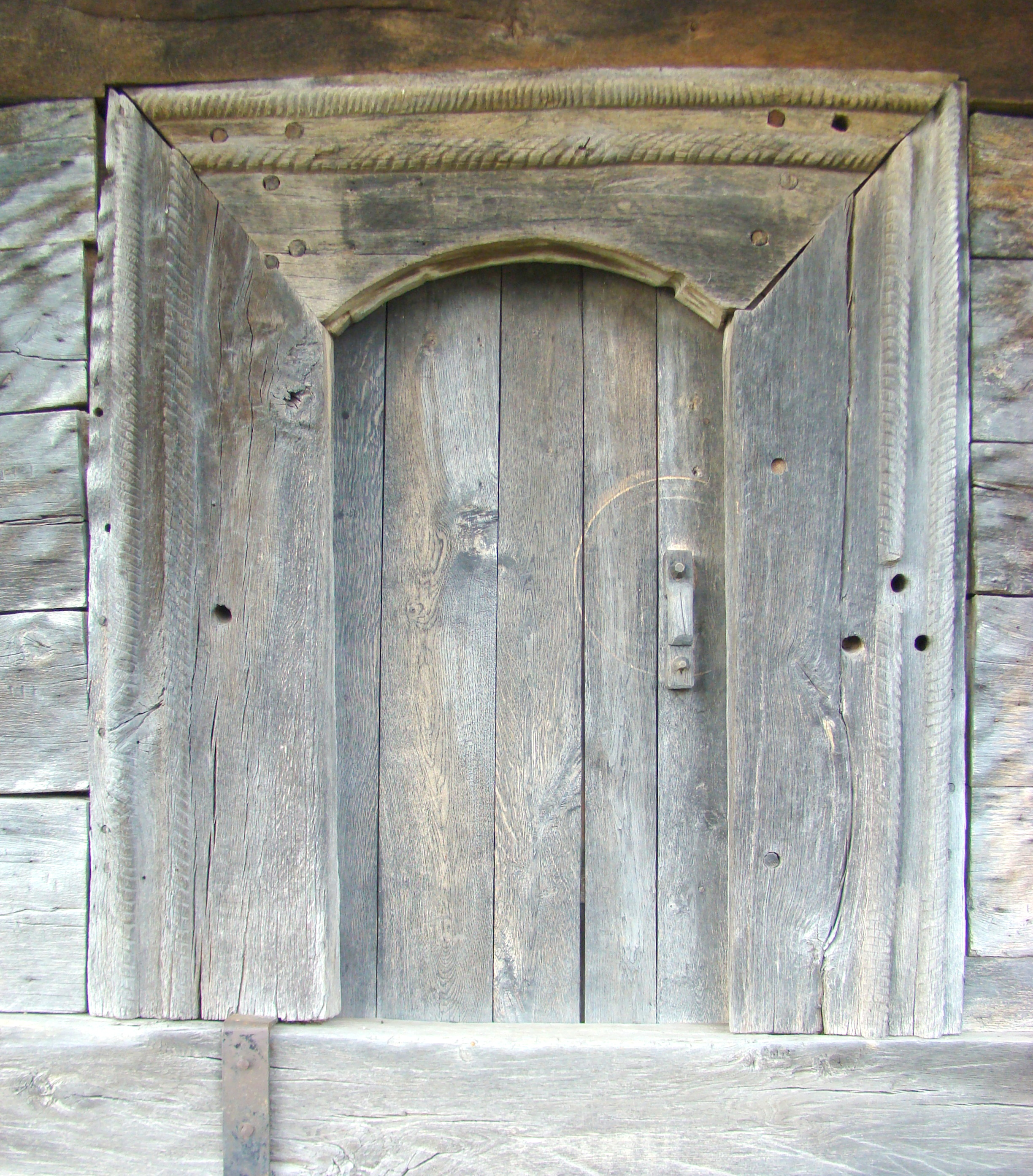
Portalul exterior

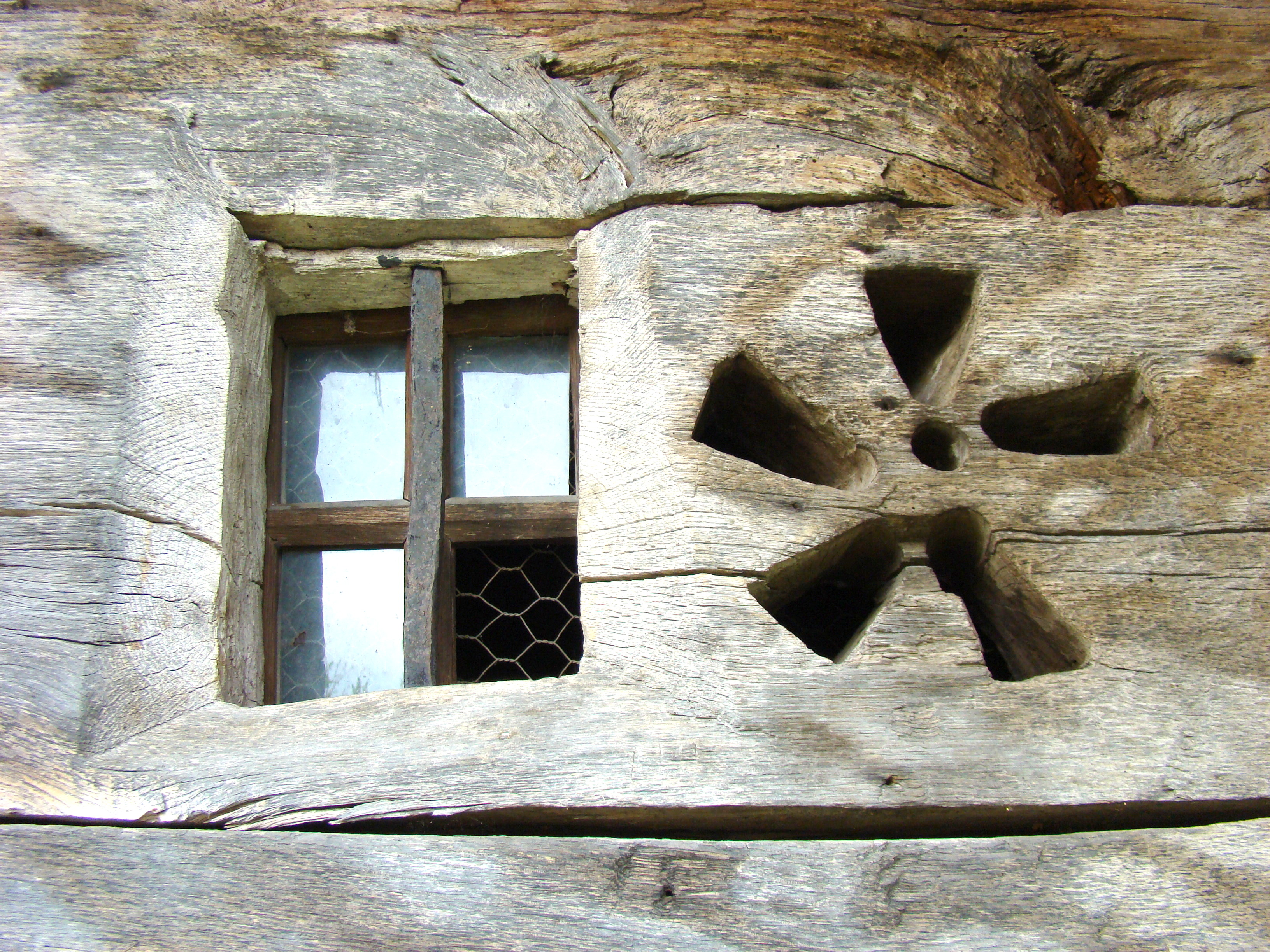
Aerisitor și fereastră la altar, latura de sud

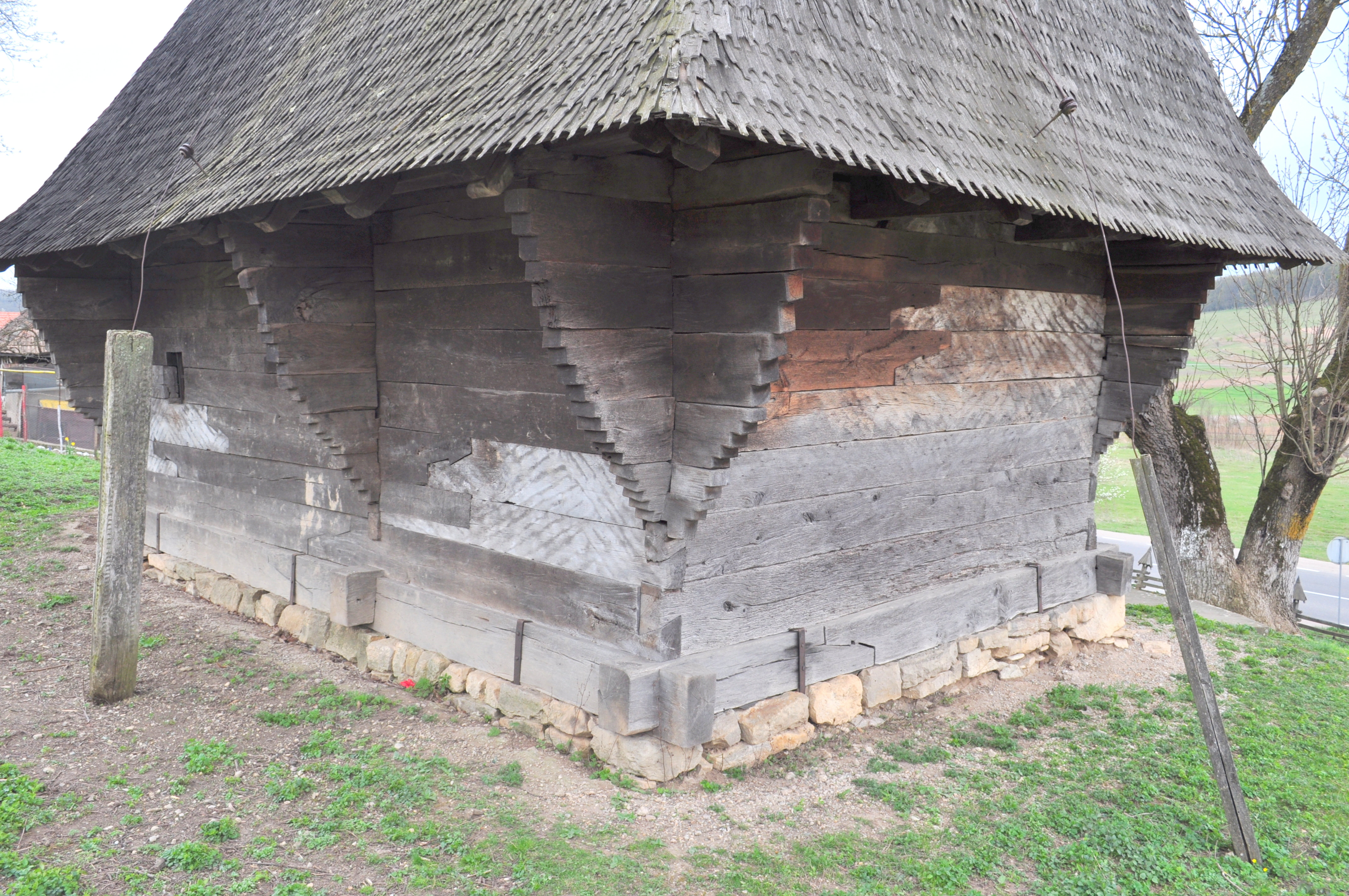
Butea bisericii

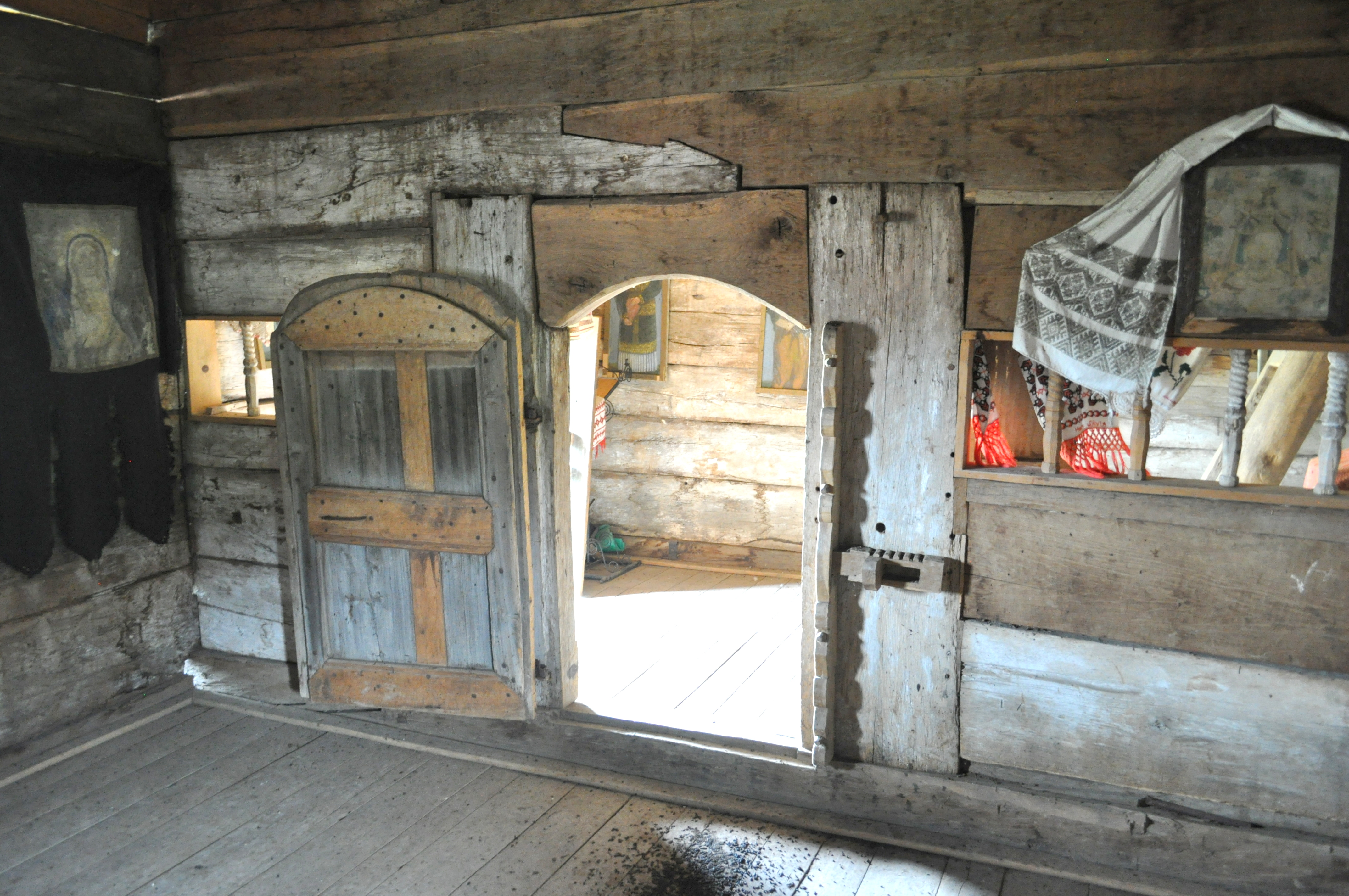
Trecerea din naos în pronaos

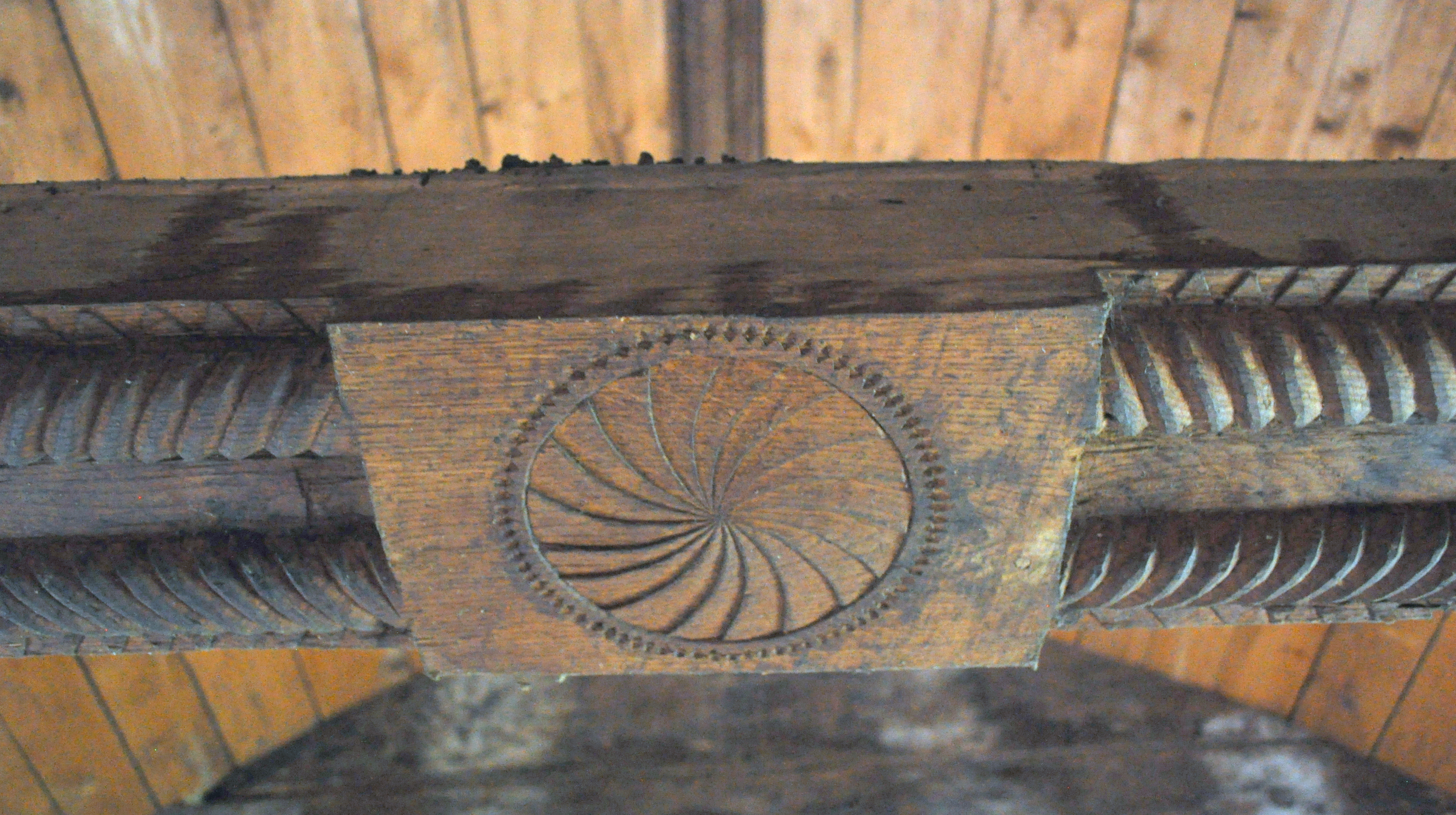
Grinda-tirant bogat ornamentată

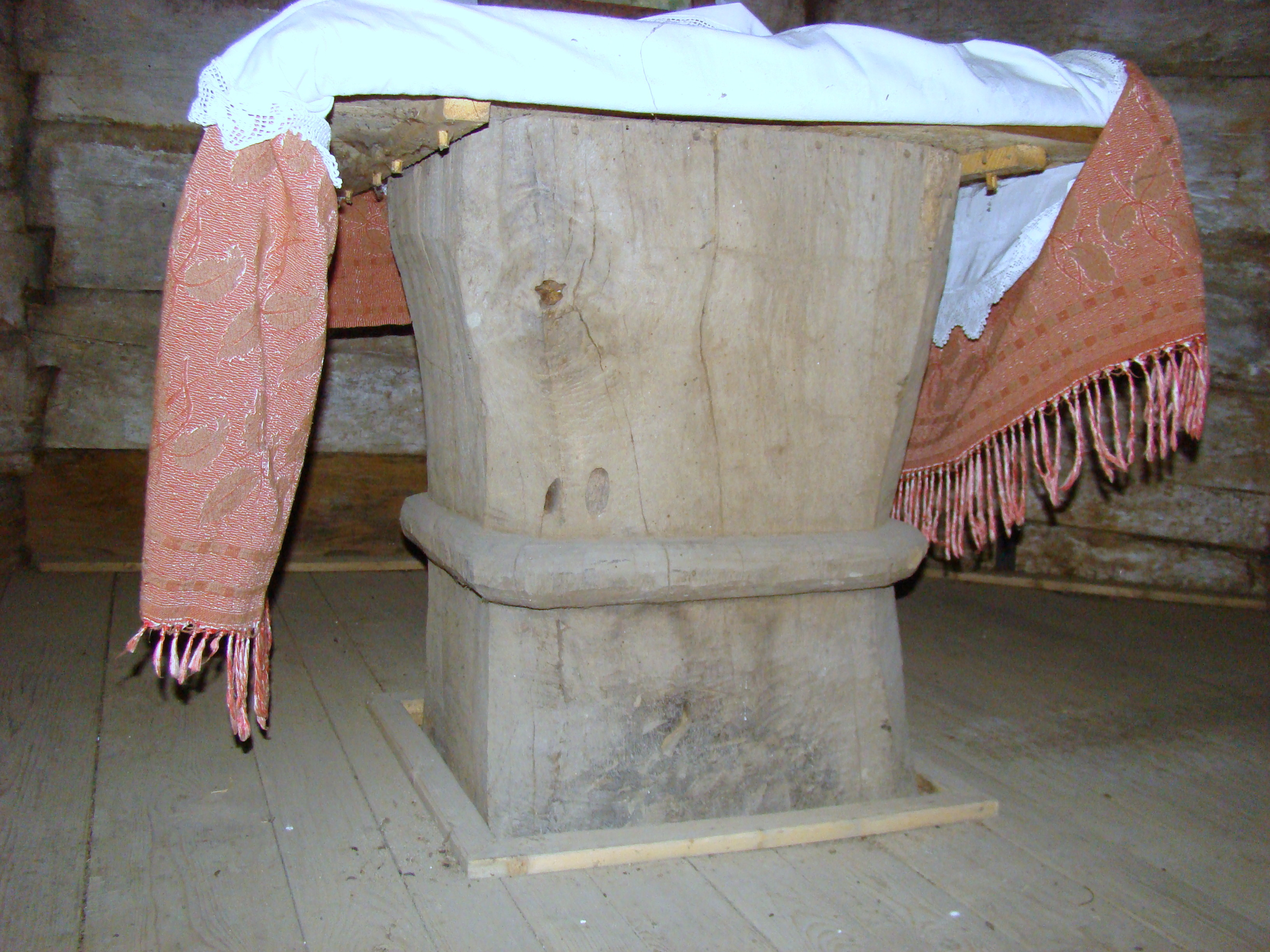
Piciorul mesei altarului

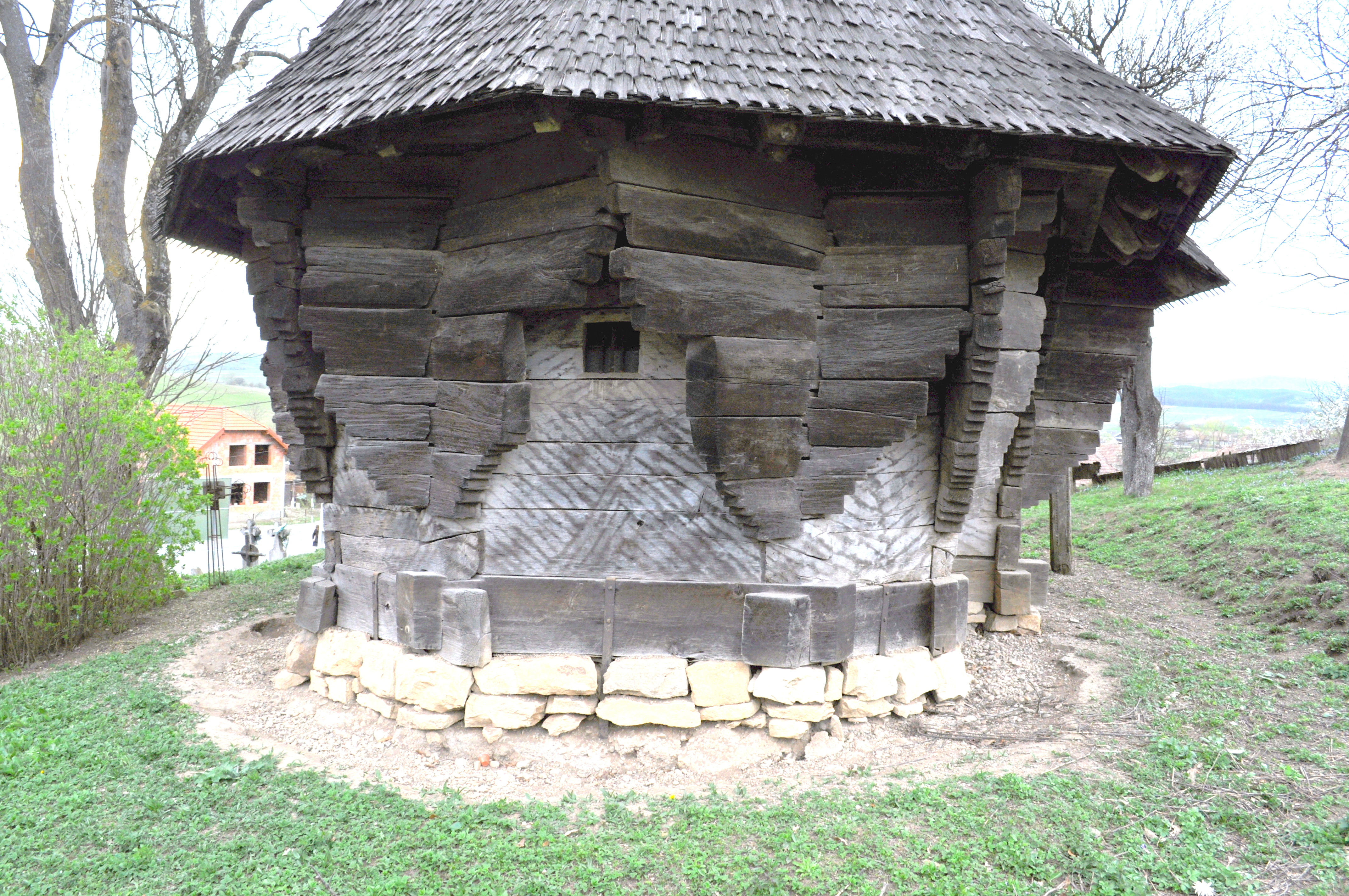
Absida altarului

Biserica de lemn din Poarta Sălajului (Vașcapău) se află în localitatea omonimă din județul Sălaj. Ea a fost adusă în 1840 din Răstolțu Mare. Biserica datează din secolul al XVII-lea. Biserica se află pe noua listă a monumentelor istorice sub codul LMI:  SJ-II-m-A-05095.

## Istoric și trăsături
Conform tradiției, biserica a fost dăruită în 1840 celor din localitate de către locuitorii din Răstolțul Mare și ar fi fost construită cu 200 de ani mai devreme. Biserica se înalță în mijlocul satului, pe partea dreaptă a DN Cluj – Satu Mare. Dimensiunile reduse ale edificiului, planul dreptunghiular cu absida în cinci laturi, decroșată doar pe una din laturile sale lungi, fac din monumentul de arhitectură ecleziastică de la Poarta Sălajului, dacă nu un unicat, atunci cu siguranță o raritate. Mai ales că mai există doar două analogii pentru astfel de biserici (Copăceni-Bihor și Valea lui Lalu - Buzău). Din masa elevației se deosebesc consolele ca rezultat al îmbinării ingenue ale celor șase bârne ale pereților, cu lungimi diferite și cioplite la întâmplare, unele bogat, altele deloc. Pe latura de sud a fost decupat un luminator, dintr-o singură bârnă, decupajul reprezentând o floare. Pe aceeași latură sudică este practicat accesul în biserică, acces care se face printr-un gol de ușă închis în partea superioară în segment de arc de cerc. Ancadramentul este compus din două bârne verticale și paralele și de un lintou decupat în partea sa inferioară în acel segment de arc de cerc mai sus pomenit. Decorul tocului de ușă este simplu, din două rânduri de chenare cioplite, care redau obișnuitul motiv al frânghiei. De notat este faptul că lipsește obișnuita prispă, iar deasupra pronaosului se înalță un turn relativ înalt în comparație cu dimensiunile reduse ale ansamblului. Învelitoarea, atât a fleșei cât și a naosului, pronaosului și absidei este de șindrilă. 
Limitele zonei de protecție sunt delimitate de construcțiile aflate de o parte și alta a DN 1F (în zona de curbă), aflate în centrul localității. La V și S sunt cuprinse primele opt loturi de case (delimitate de garduri) situate la vest de drumul de acces la cimitirul ortodox, zona de protecție cuprinzând terenul până la cursul de apă paralel cu DN cât și primul lot de teren situat la est de torentul ce traversează drumul național. Spre nord zona de protecție include toate incintele de imobile demarcate de gard și aflate vis-a-vis de cele descrise anterior.

## Imagini din exterior

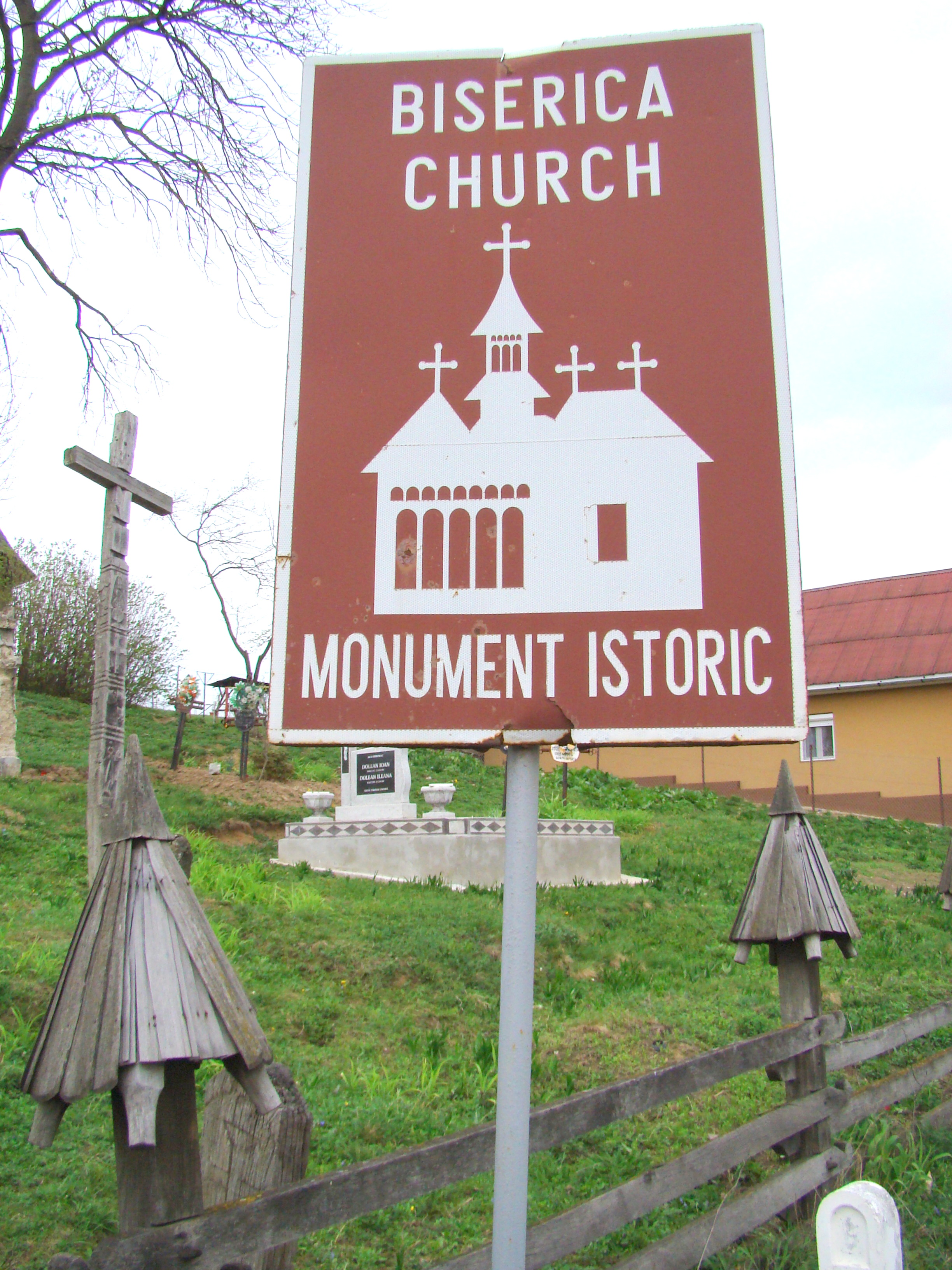
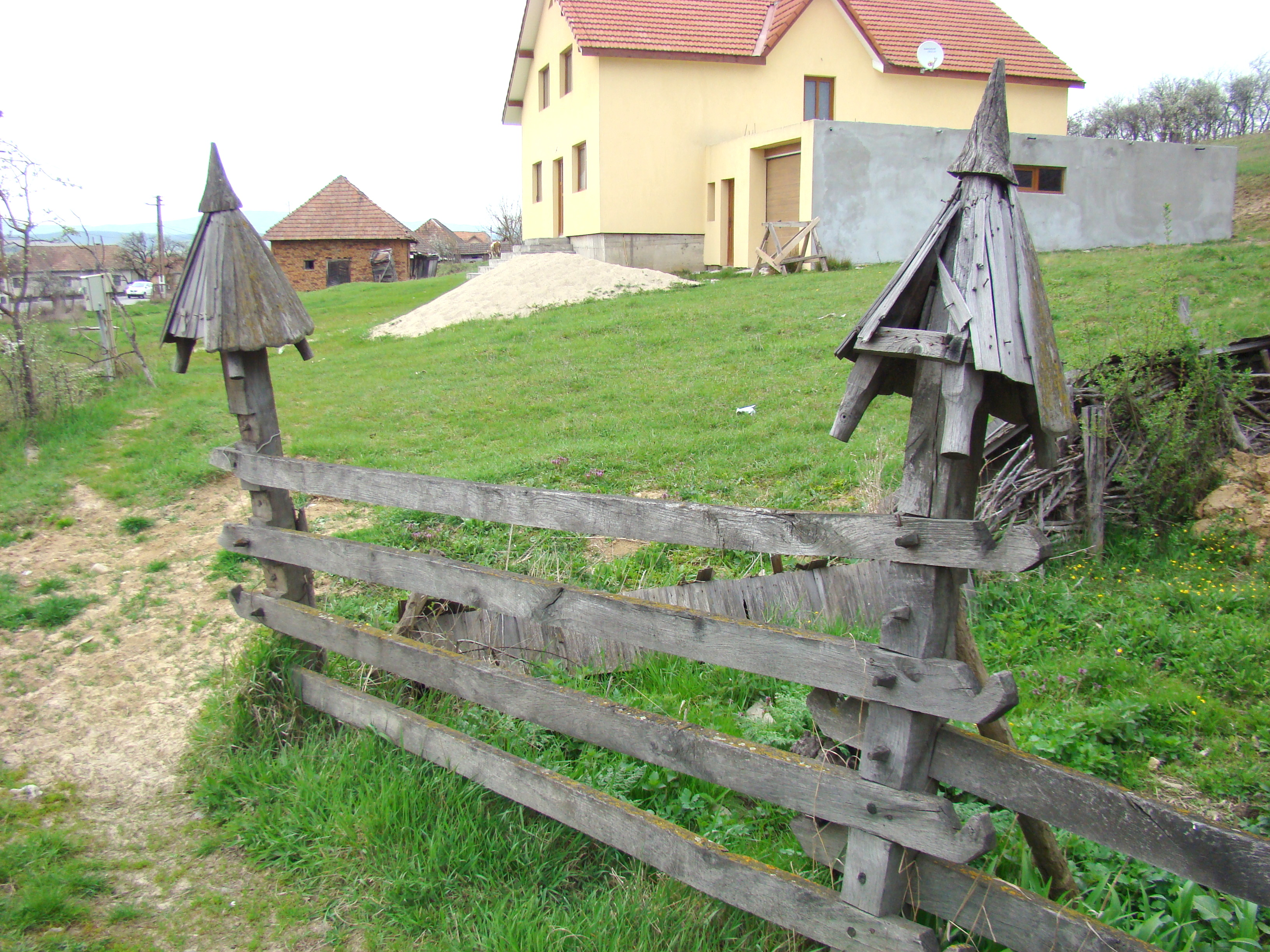
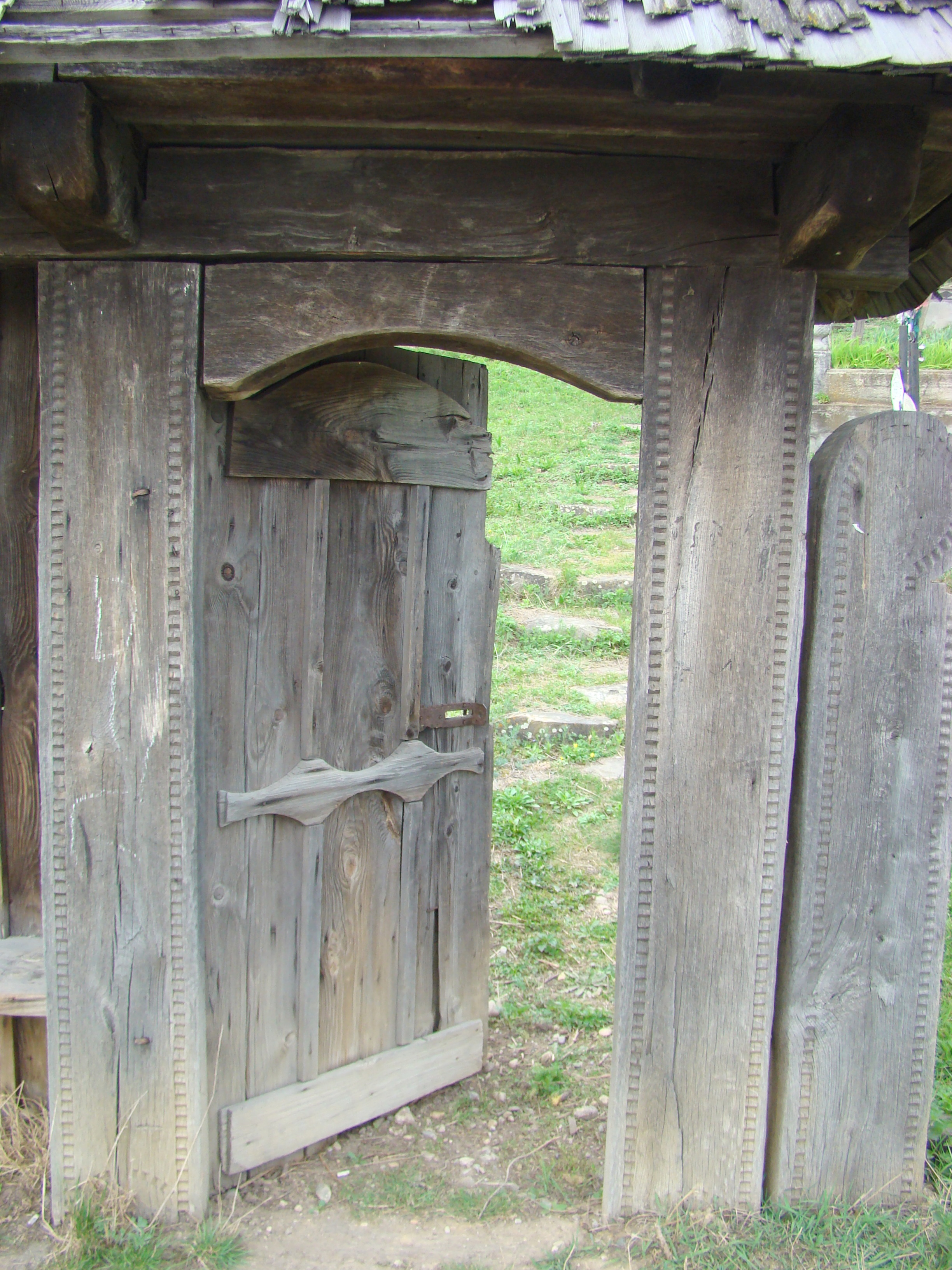
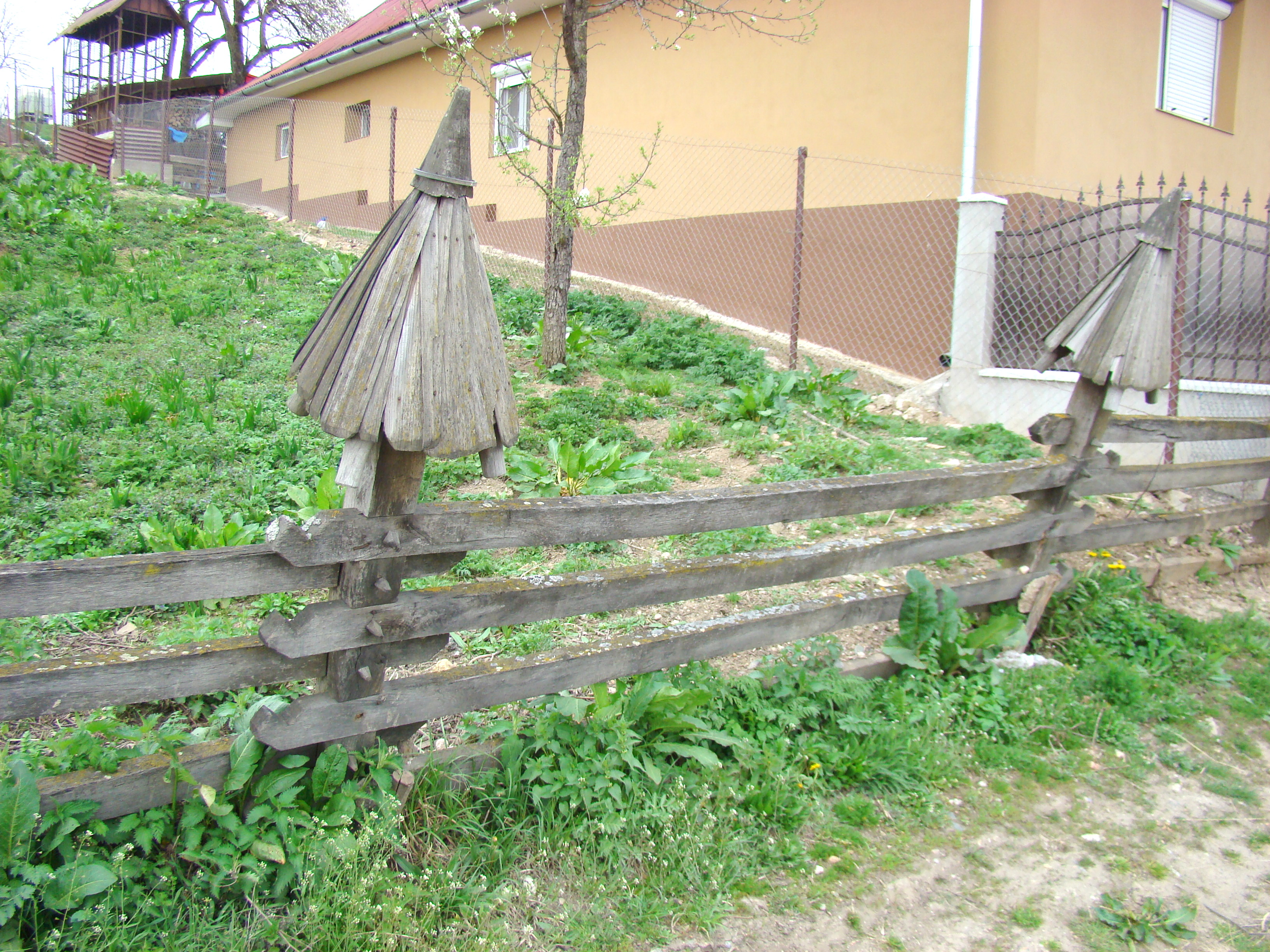
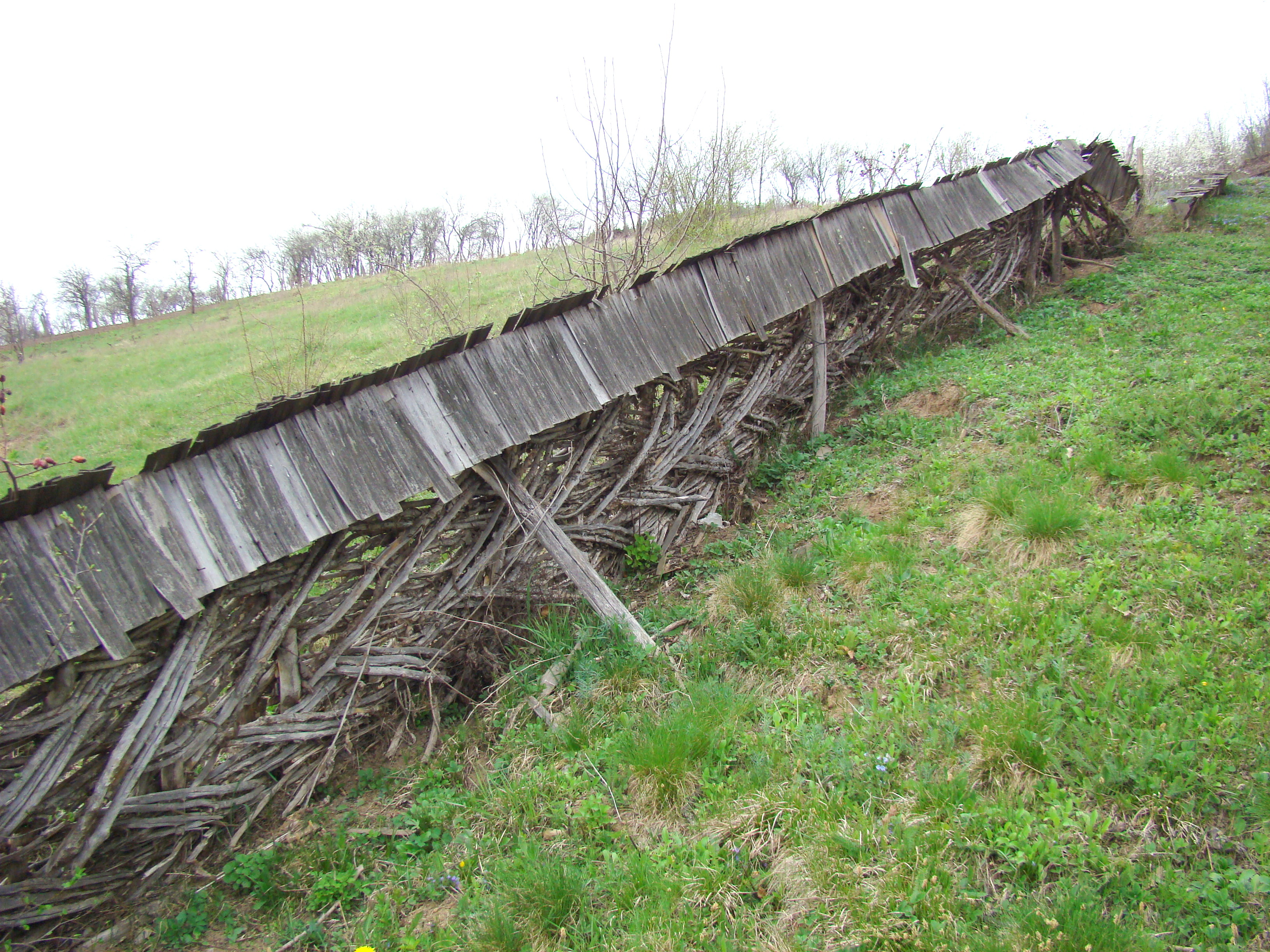
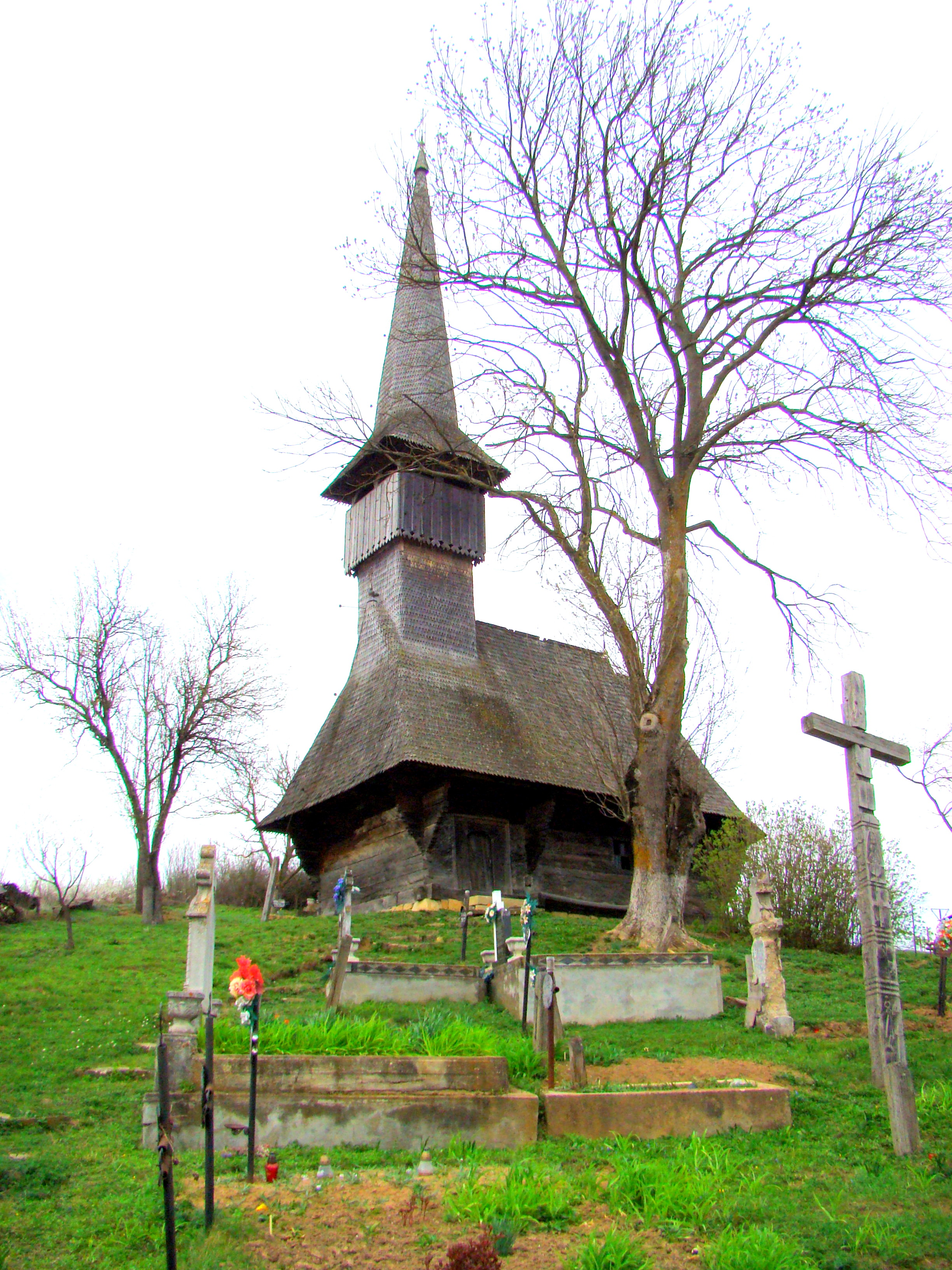
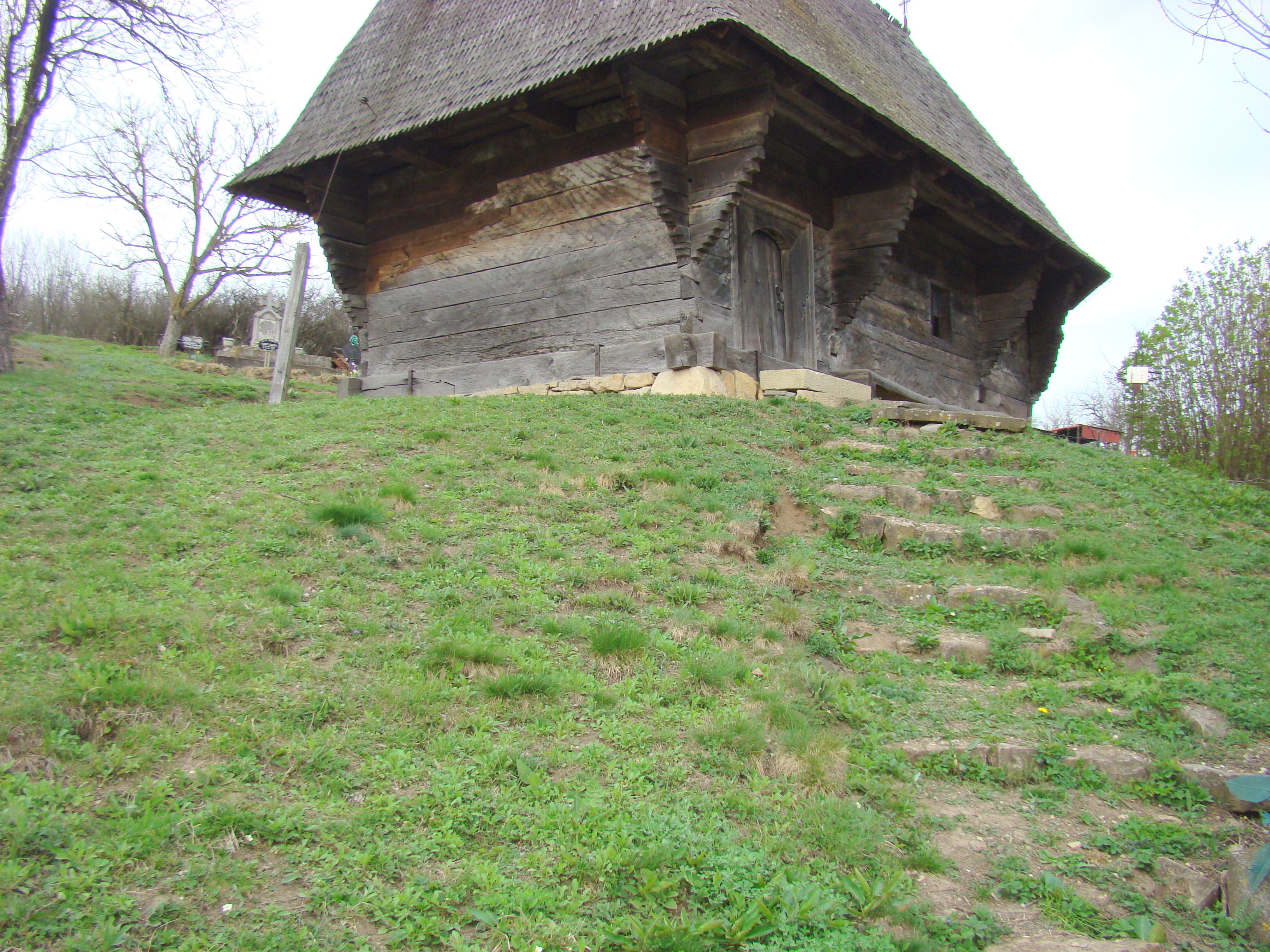
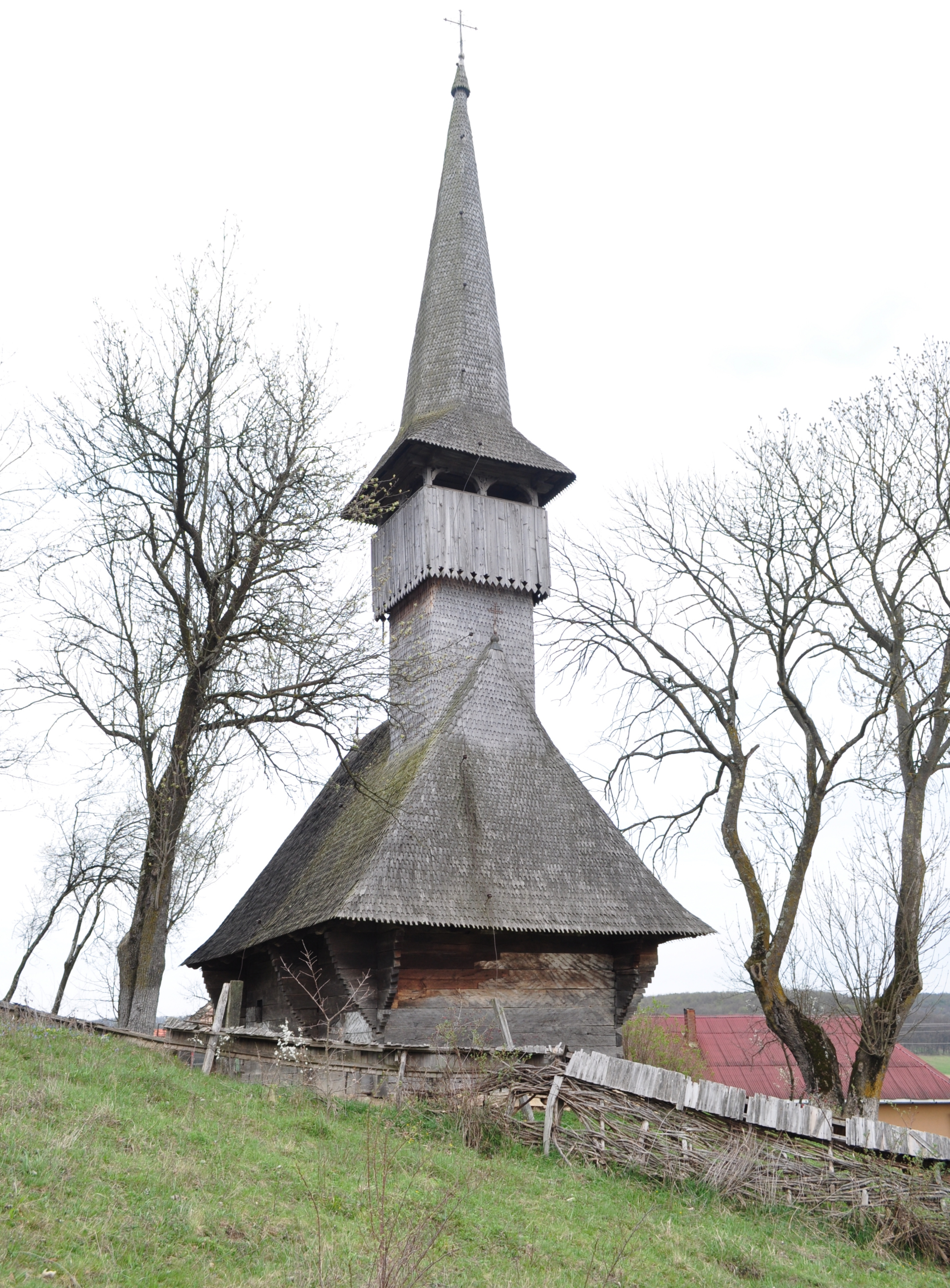
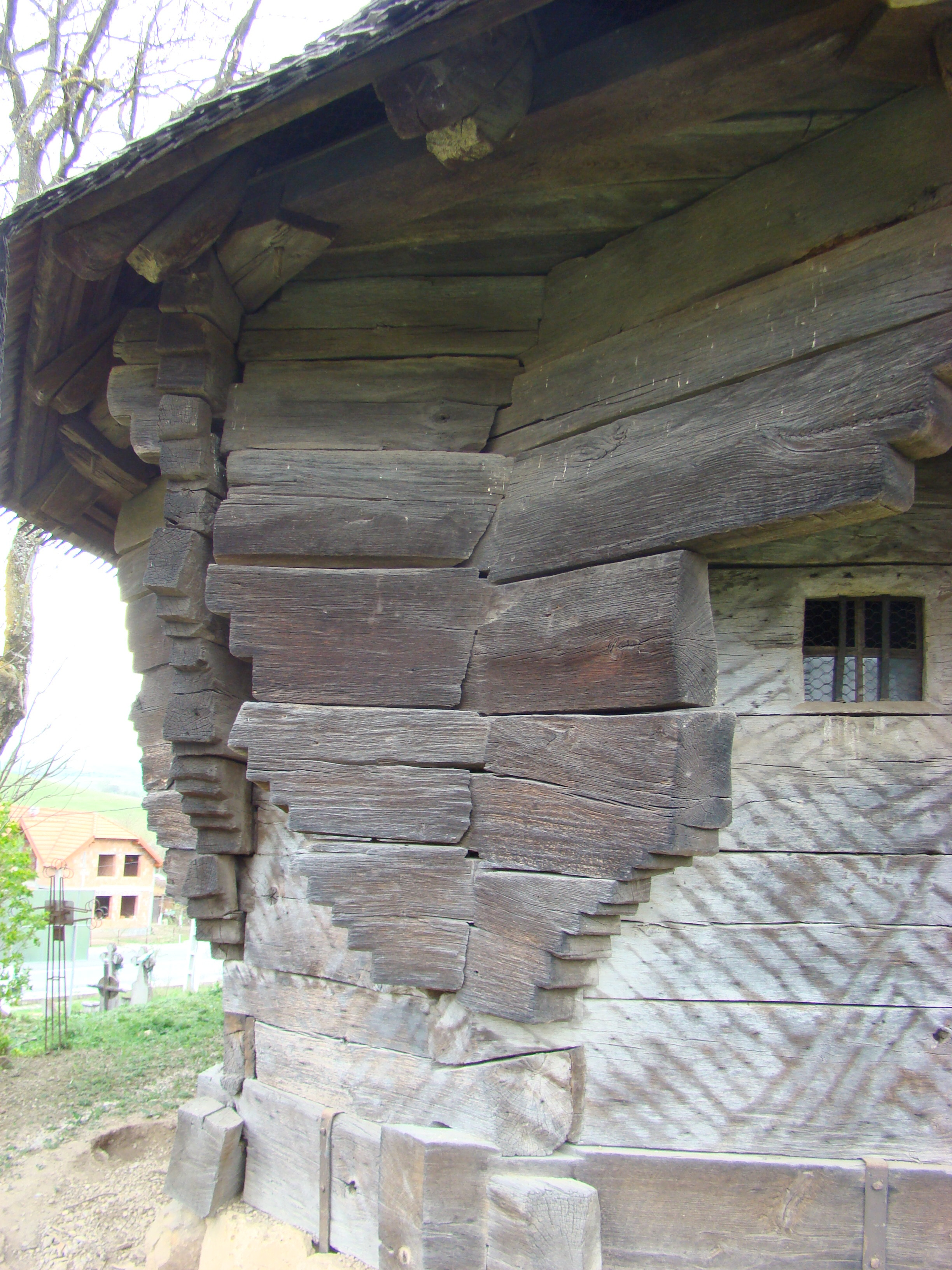
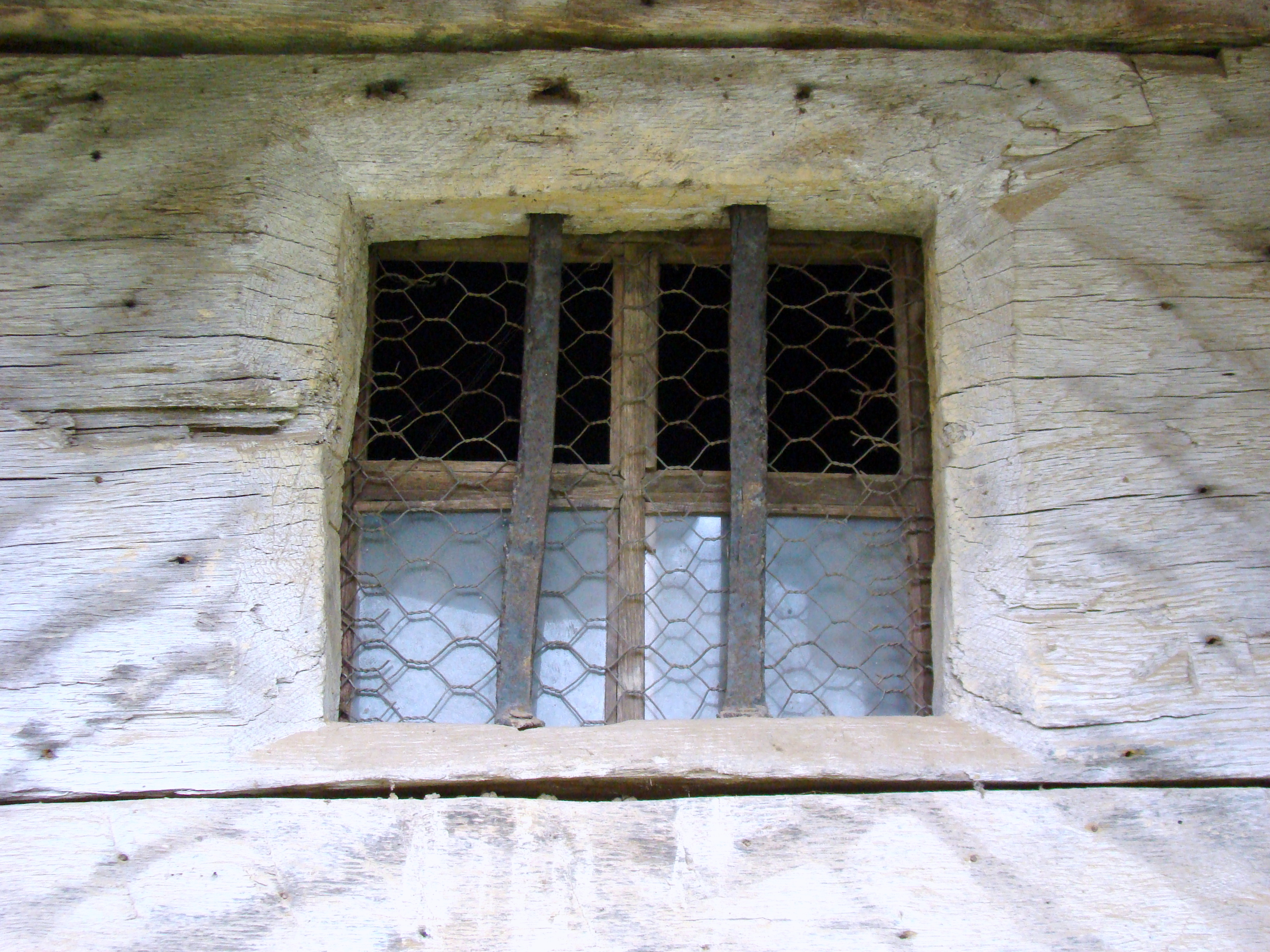
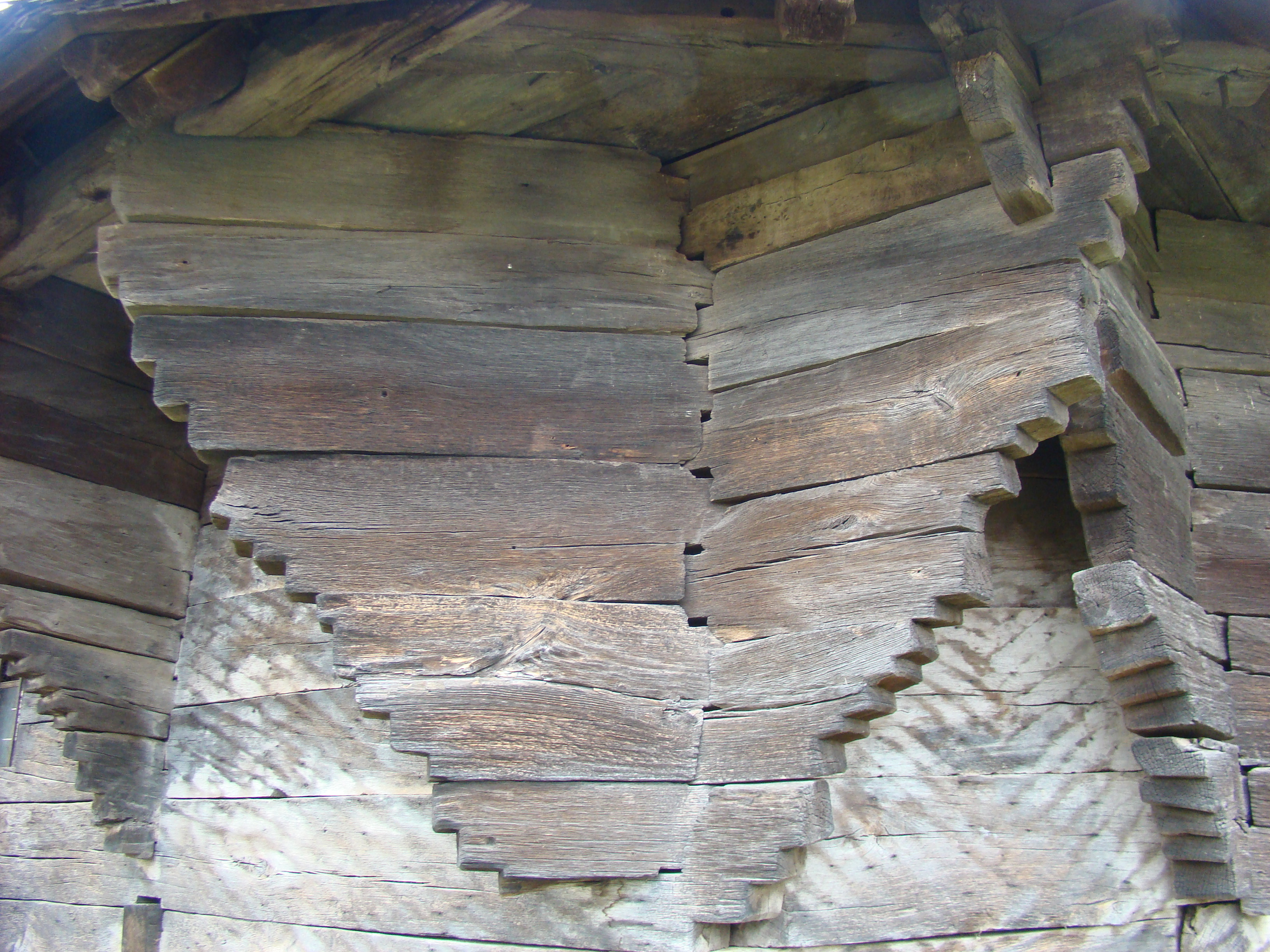
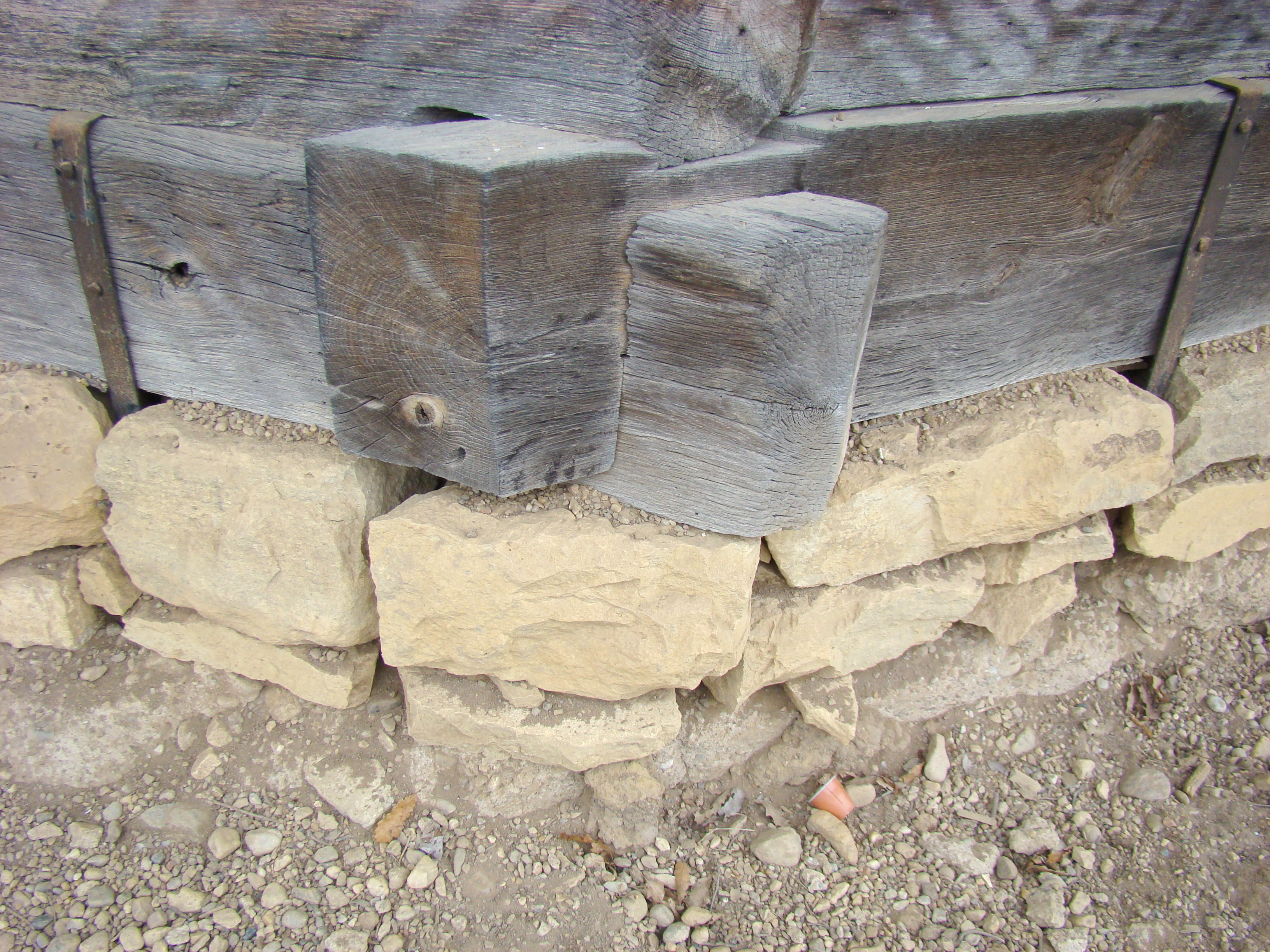
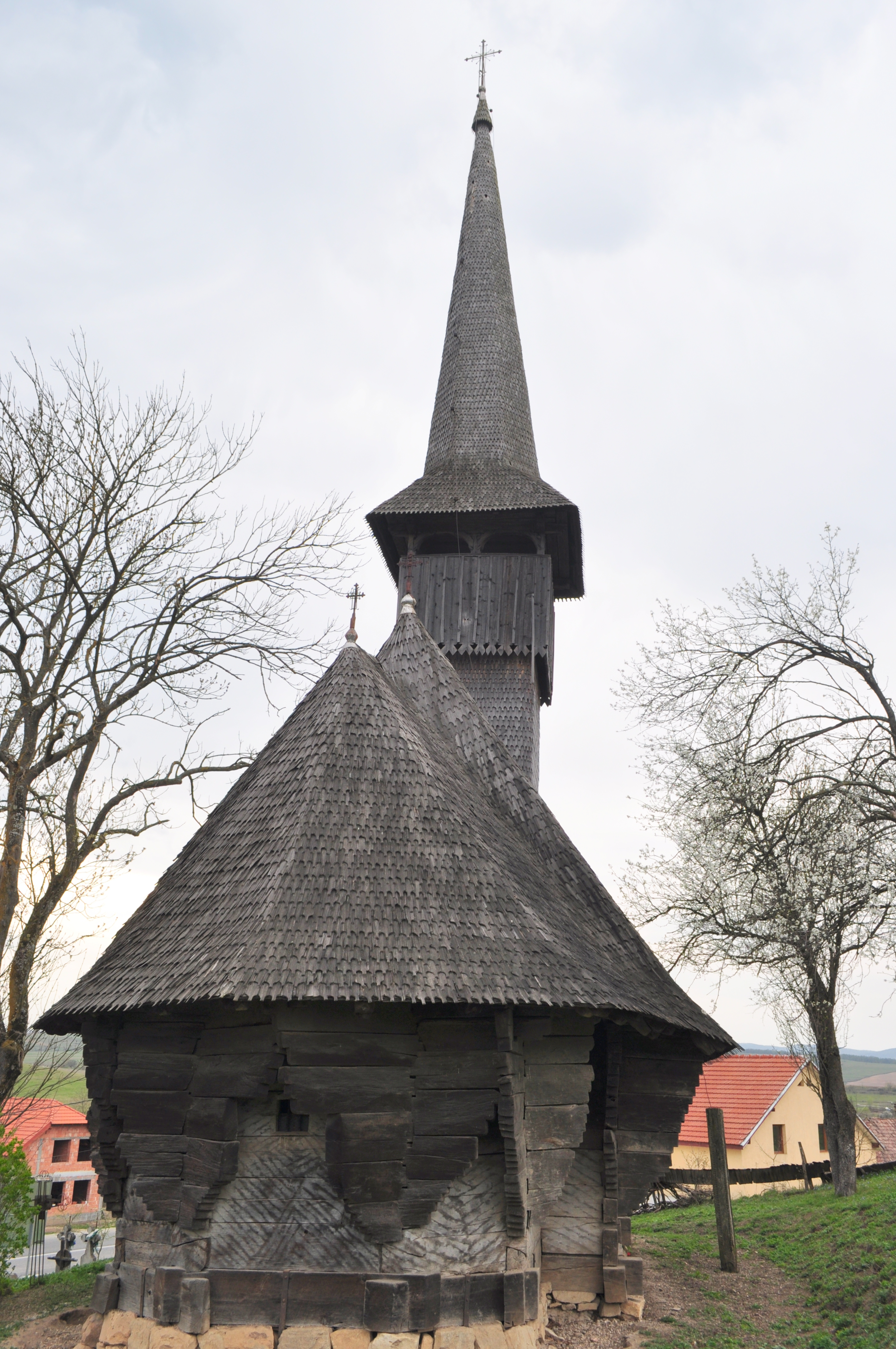
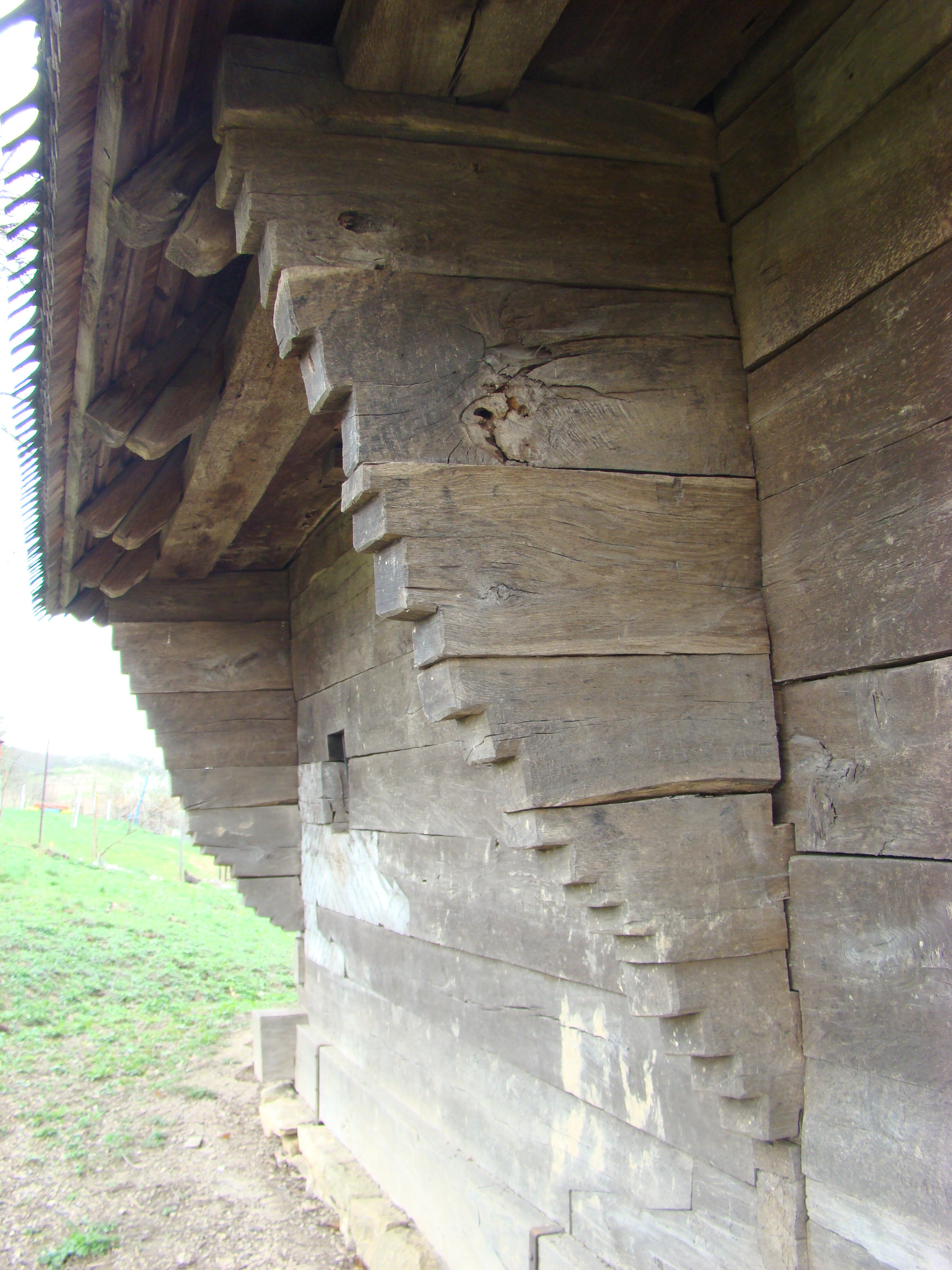
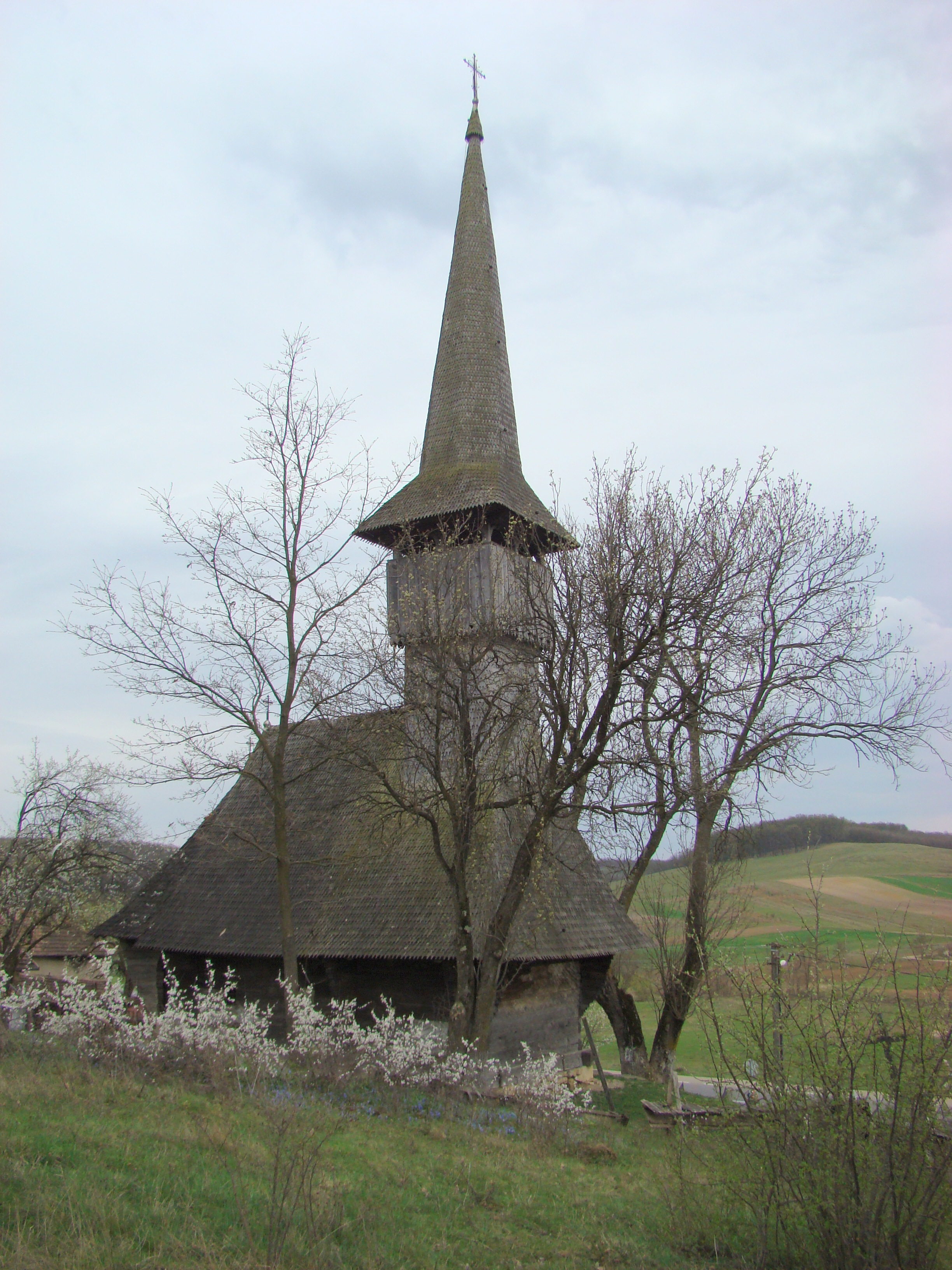
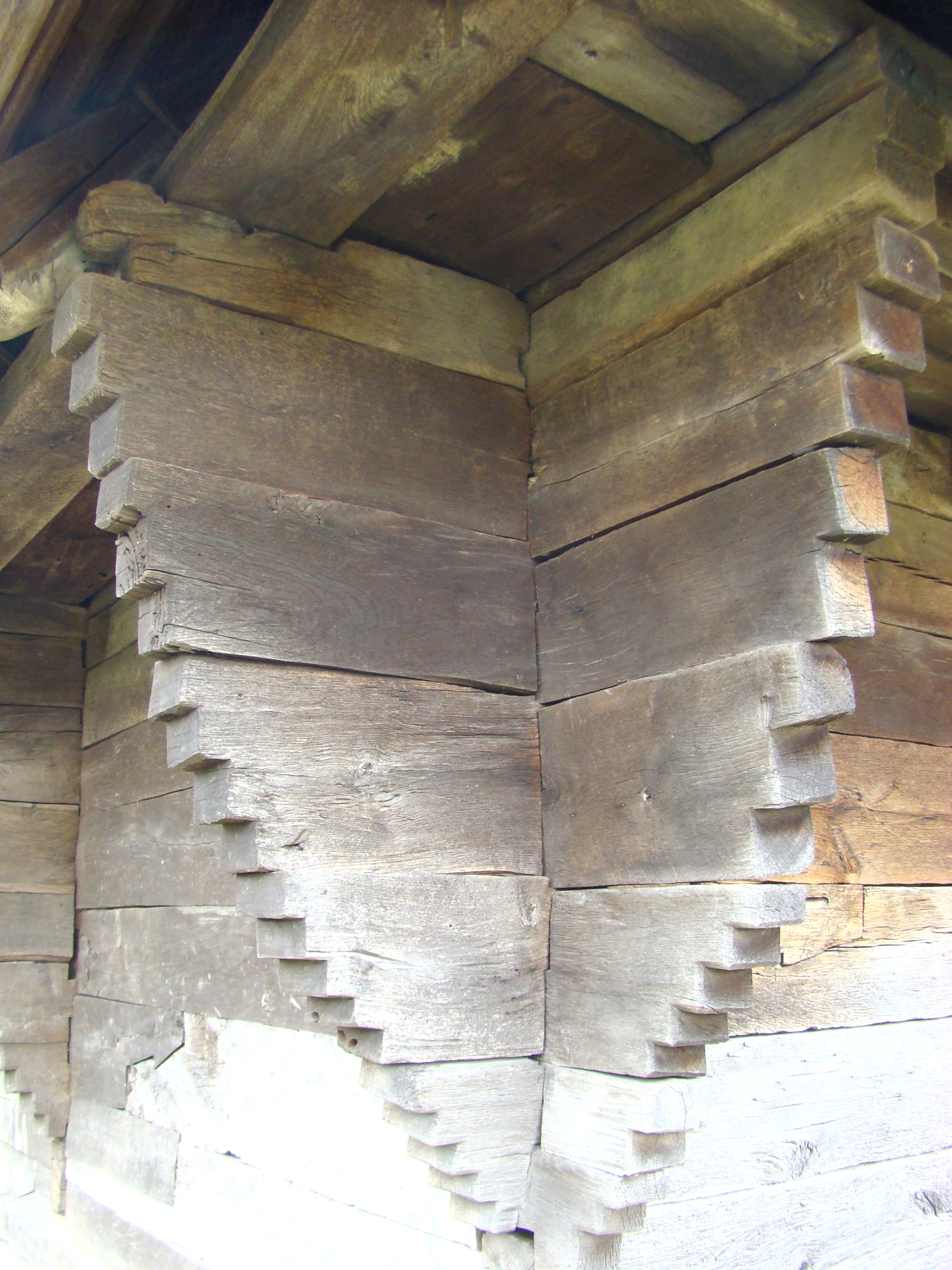
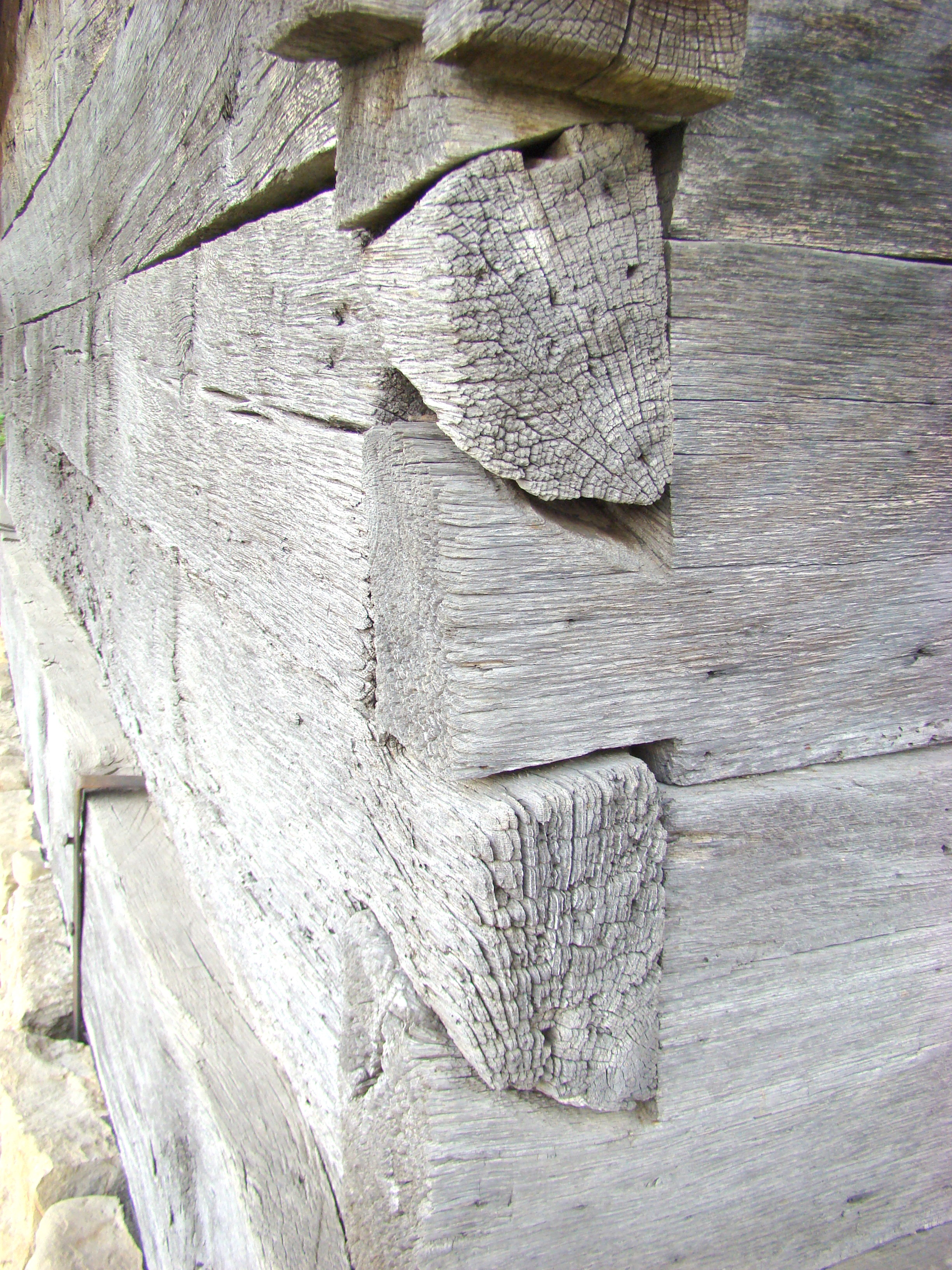
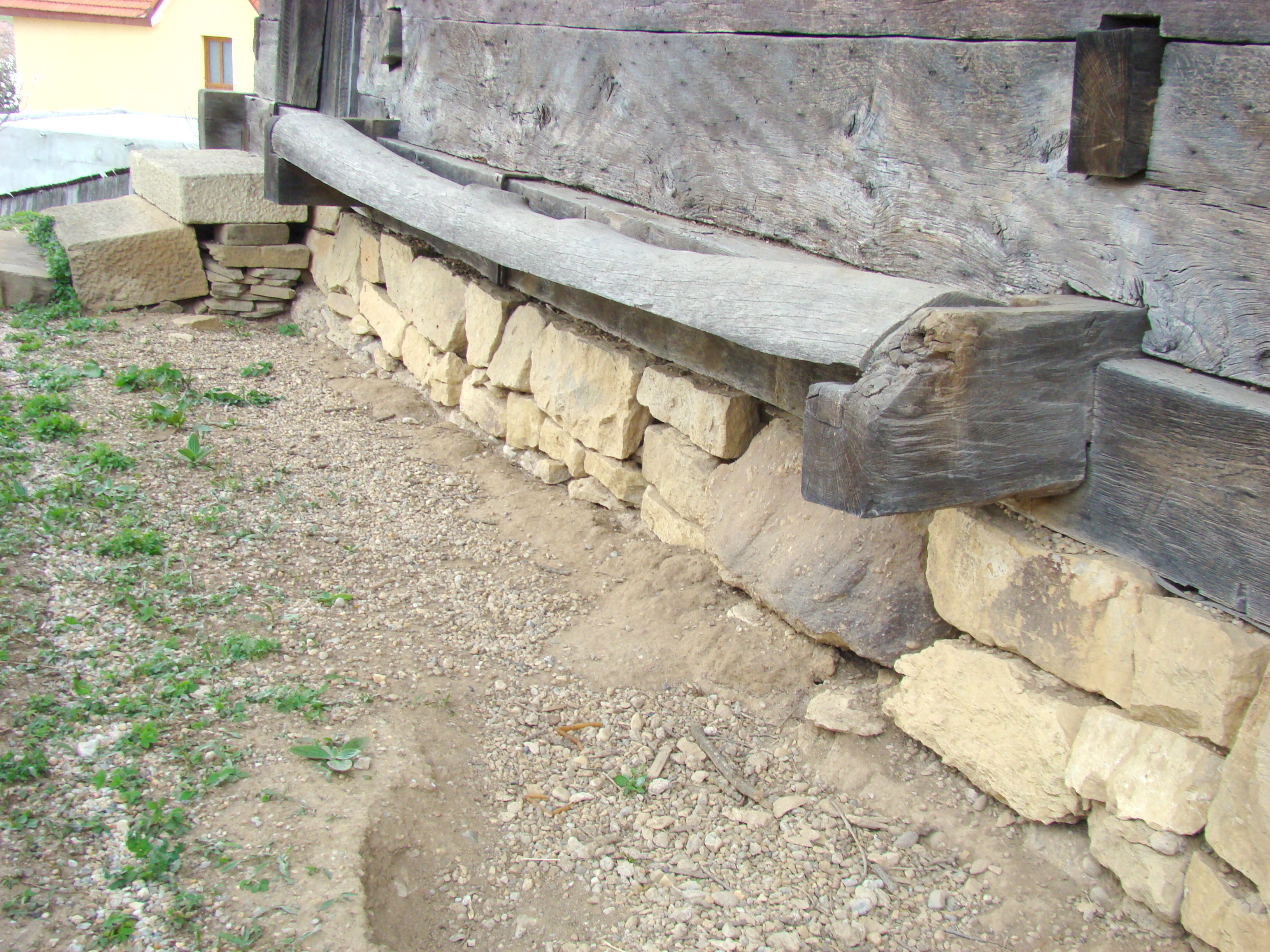
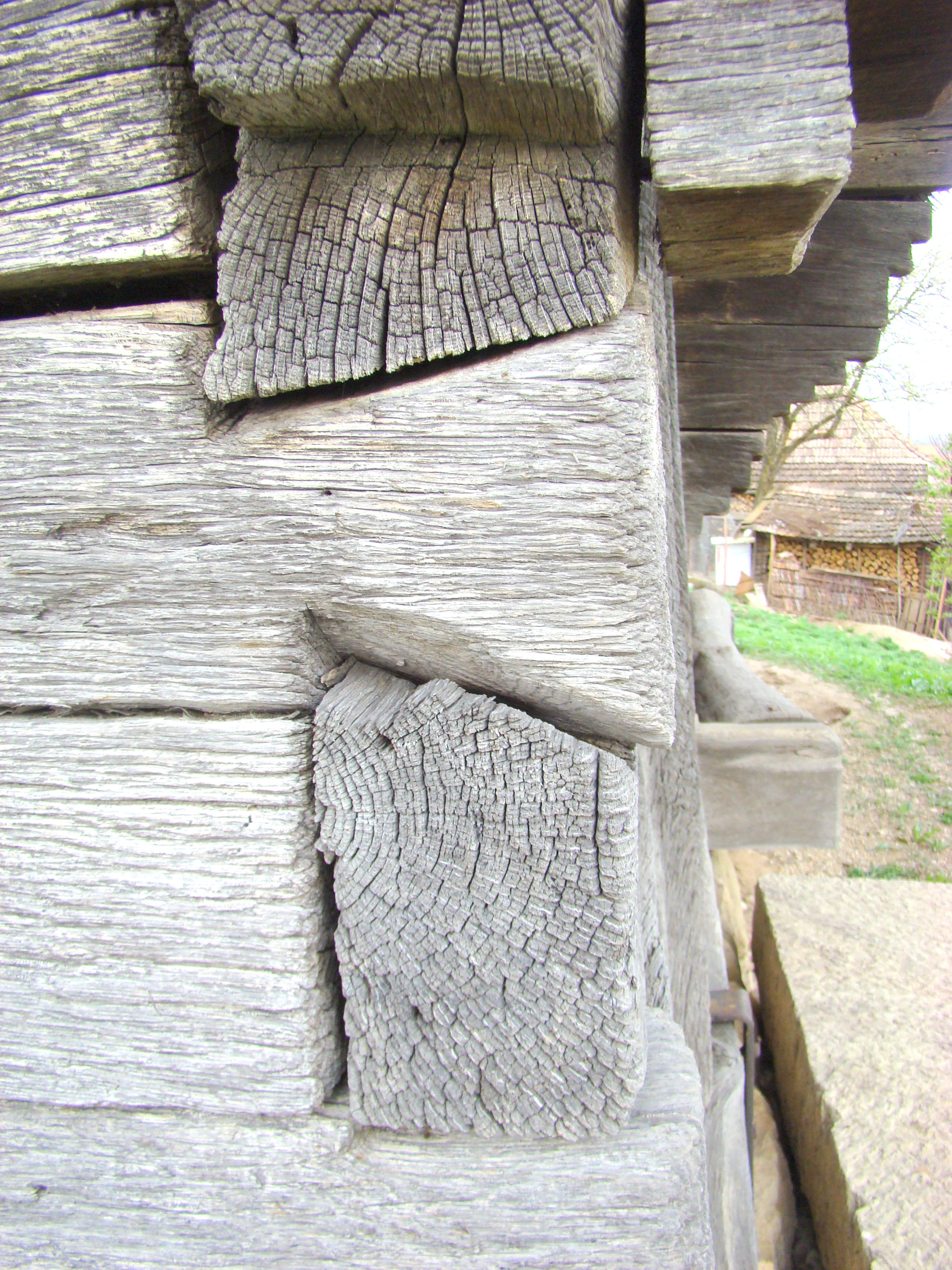
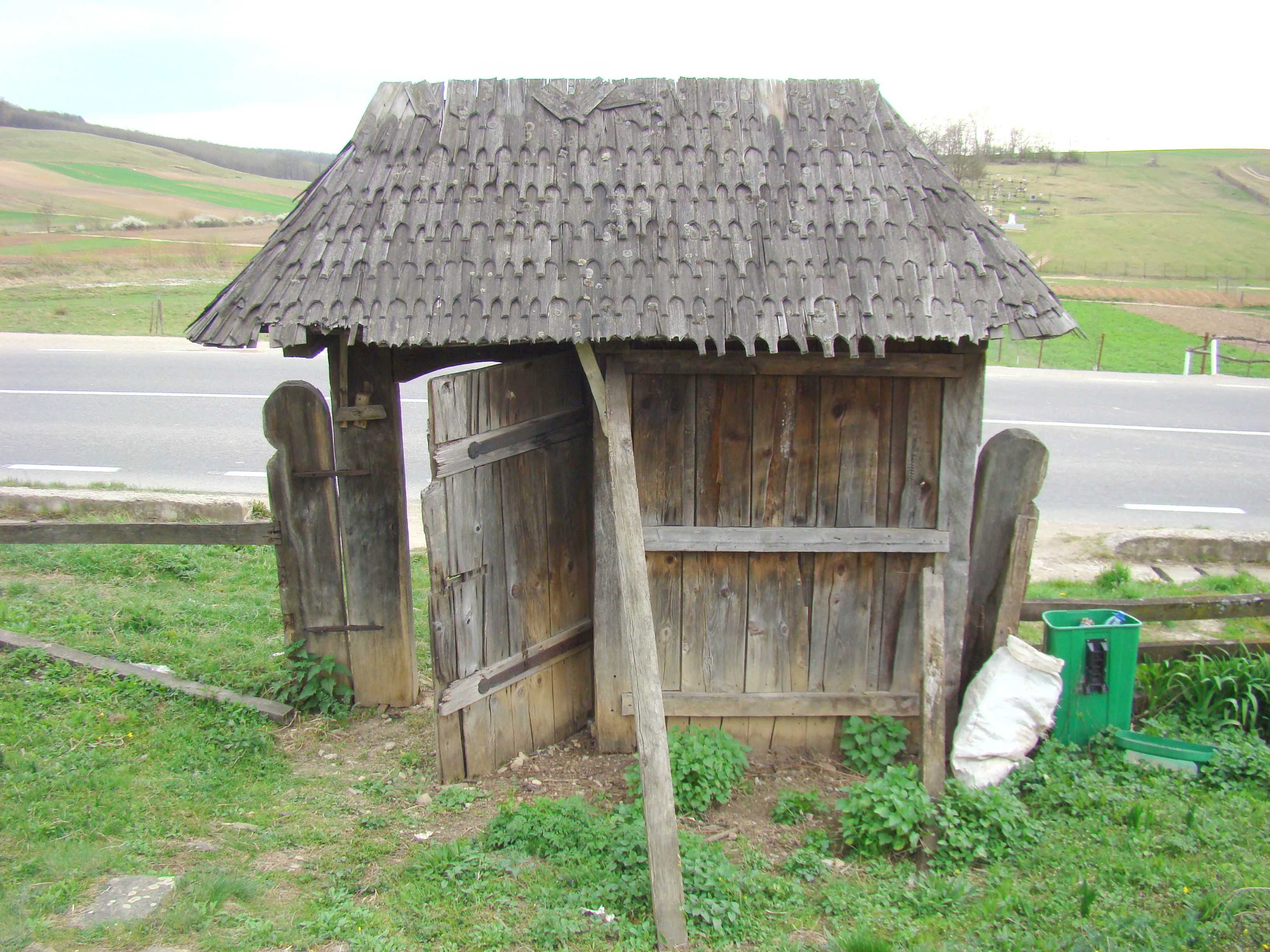

## Imagini din interior

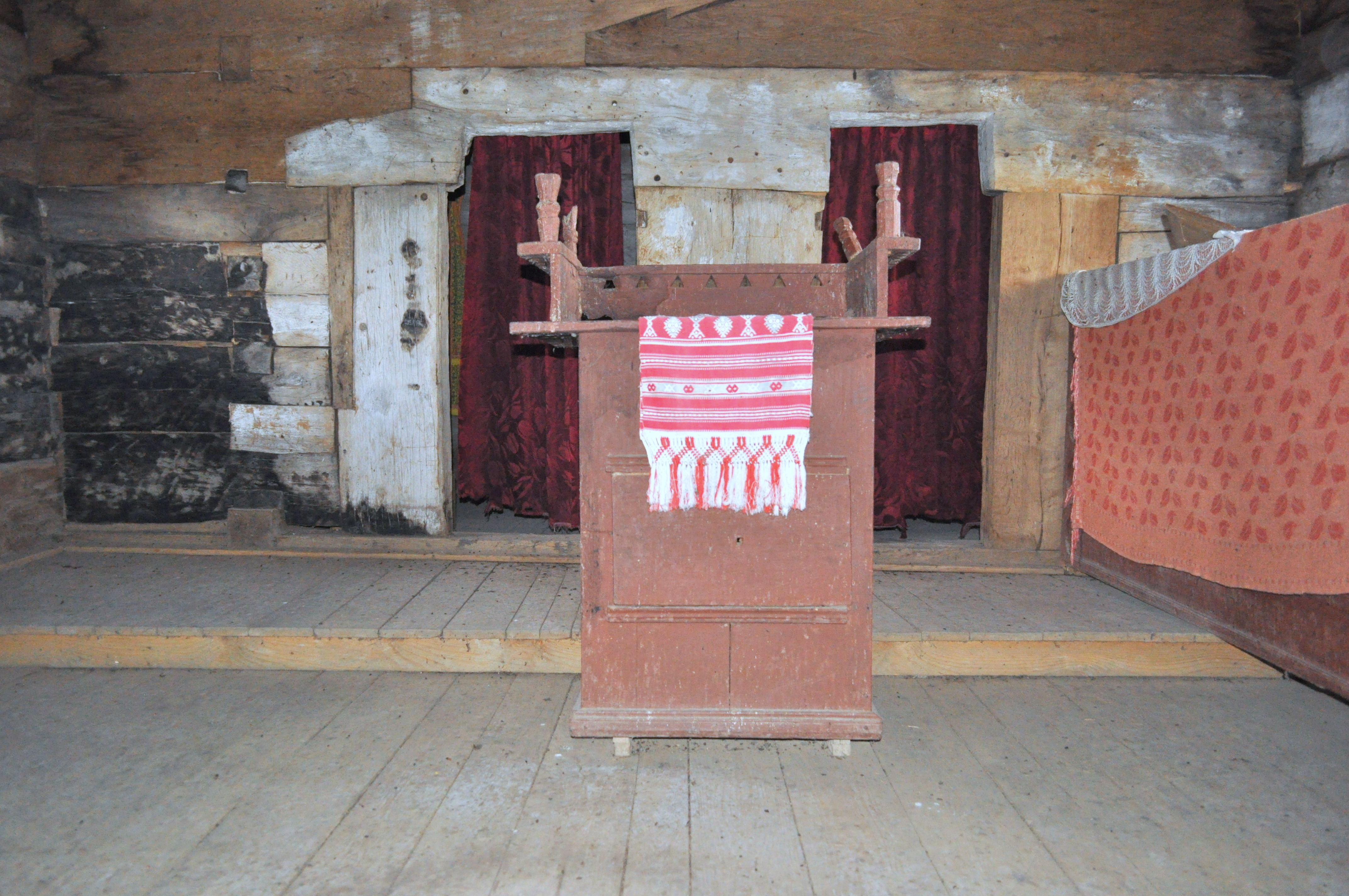
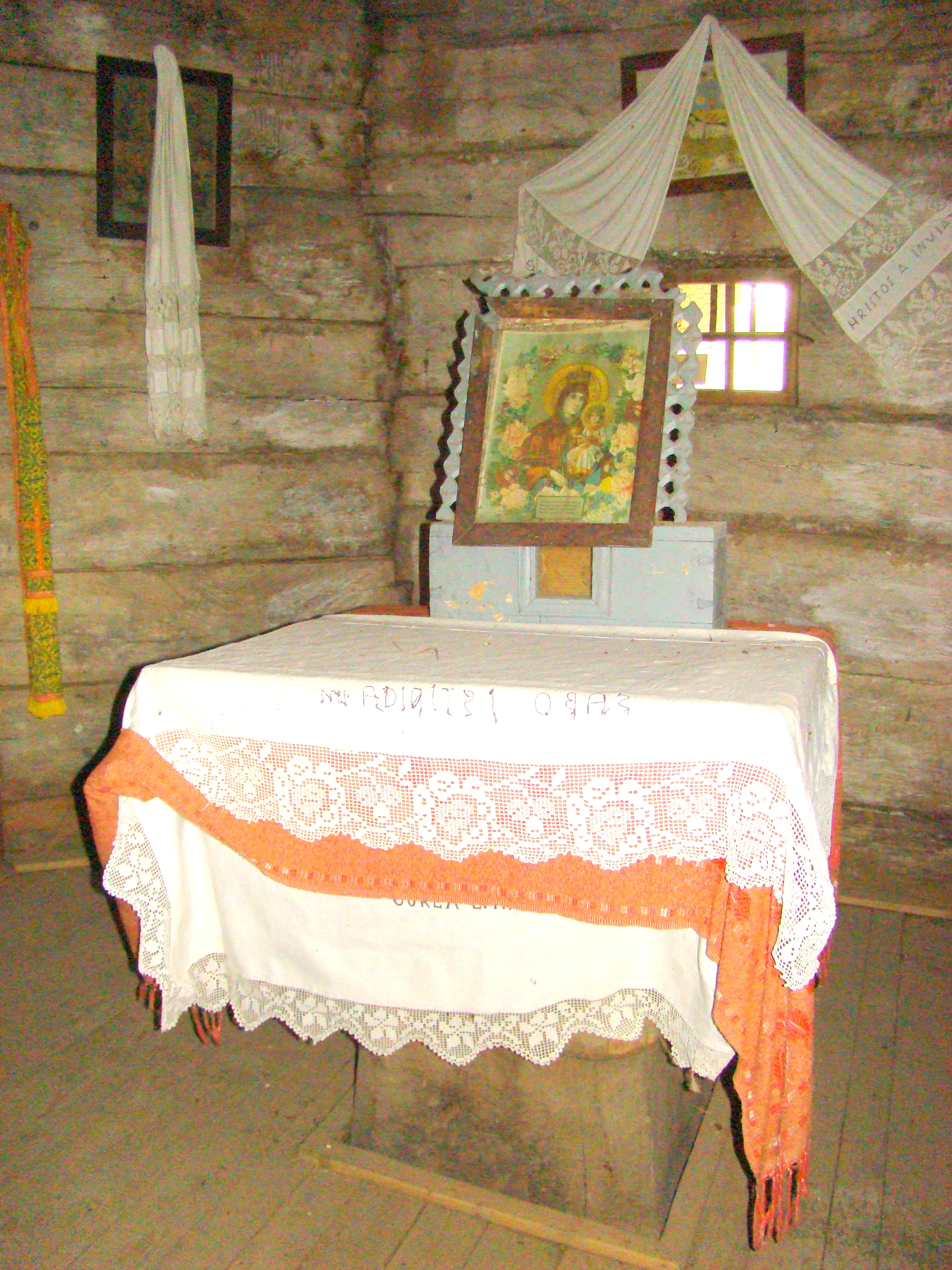
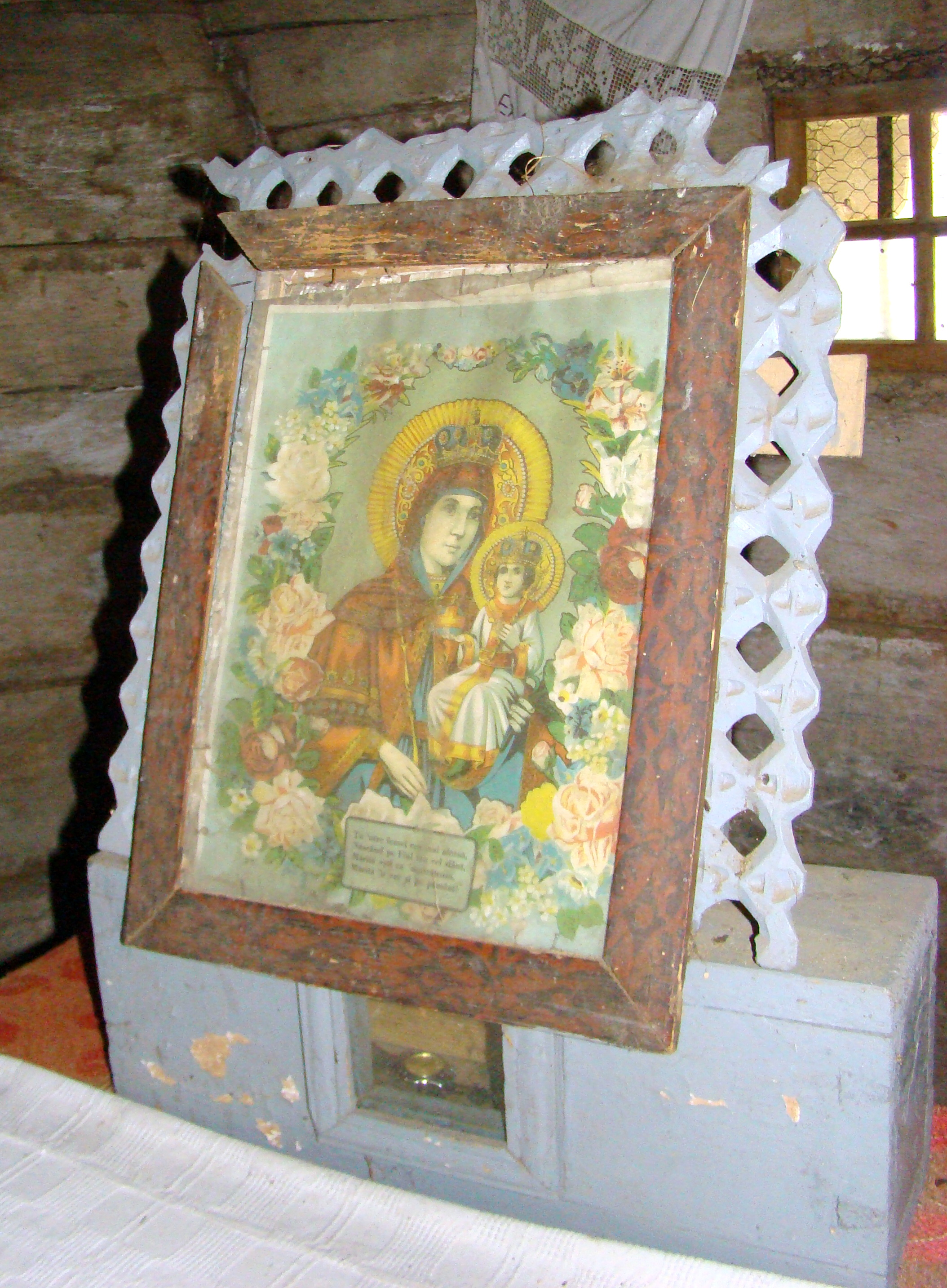
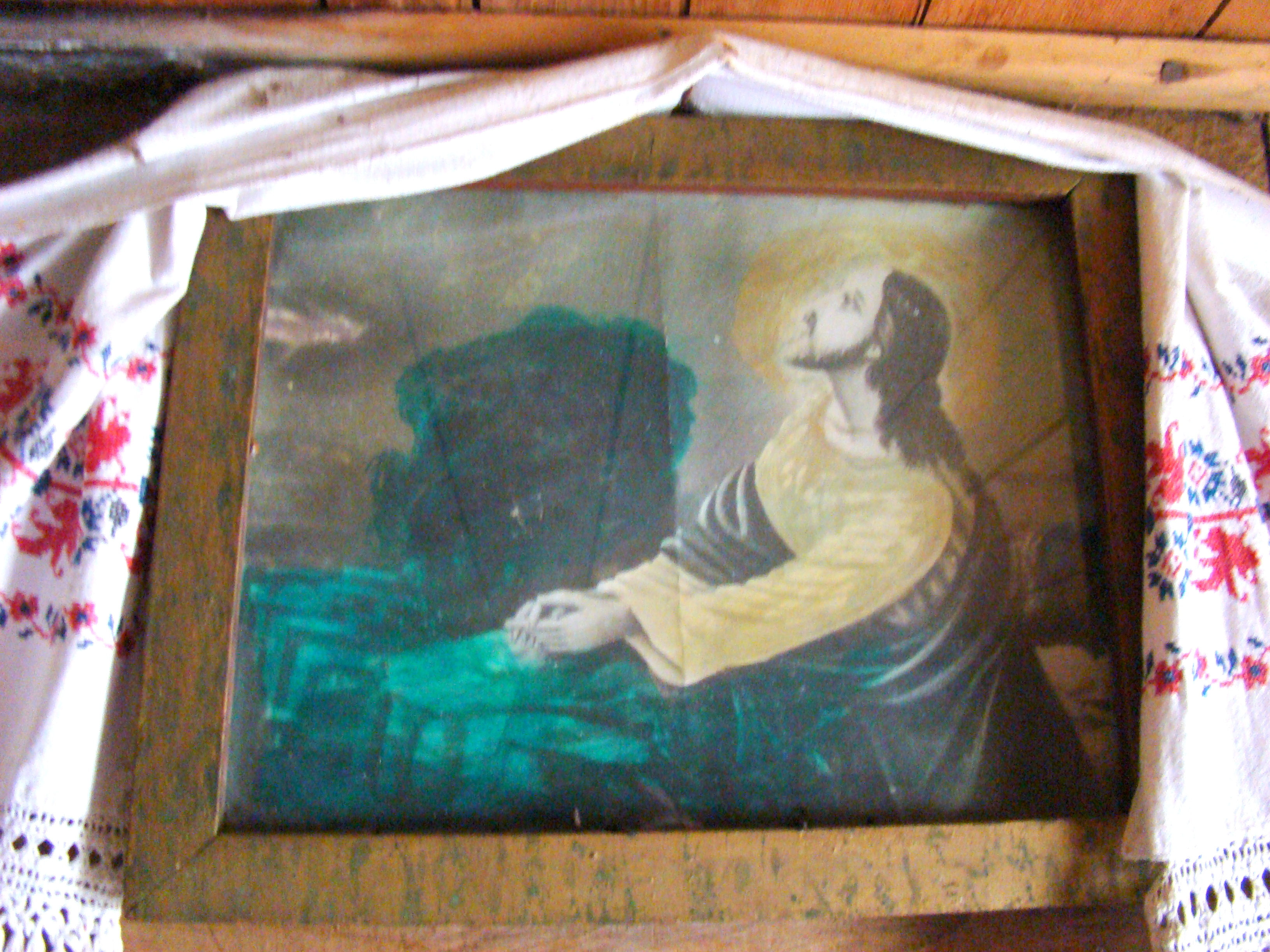
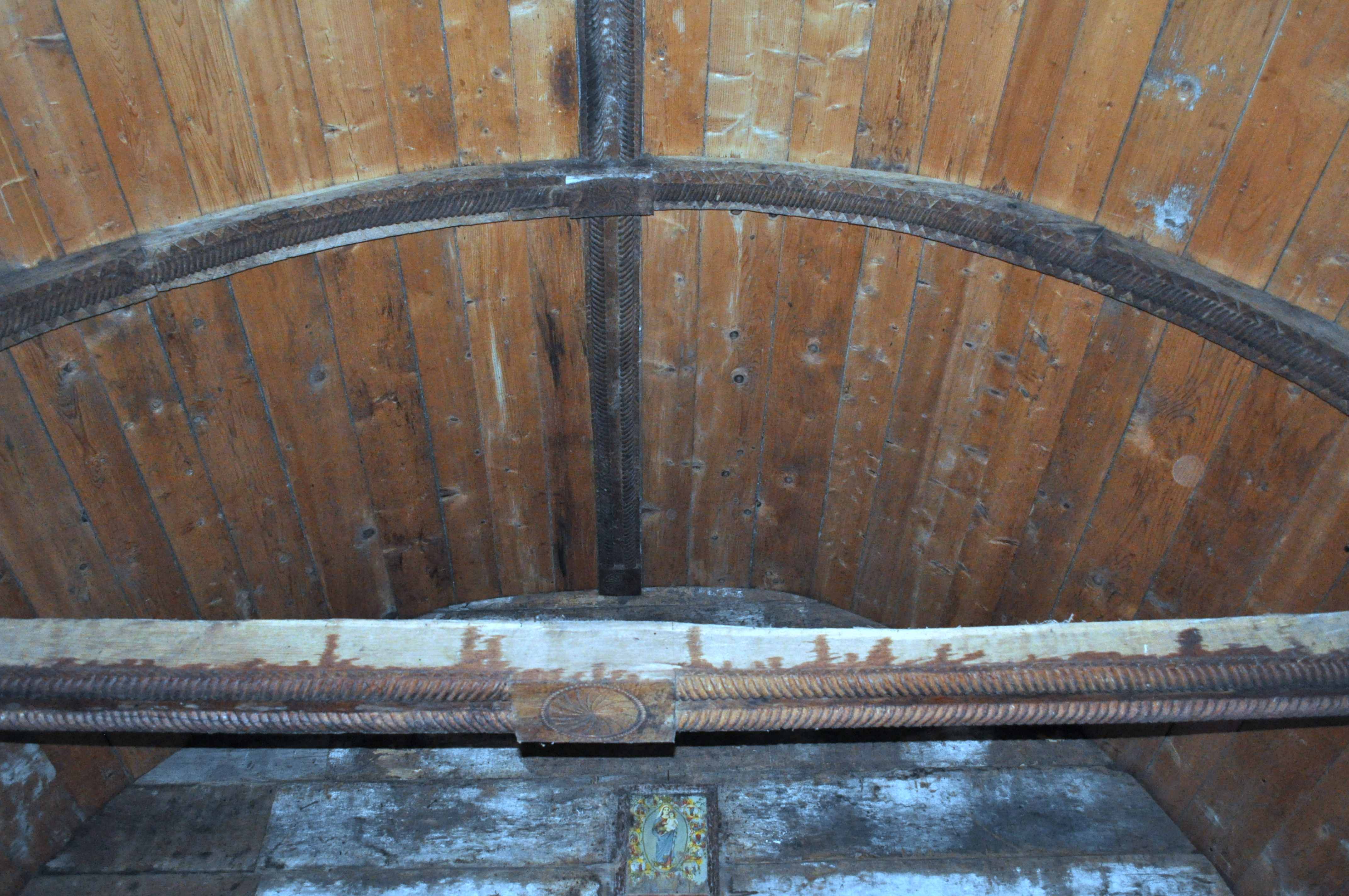
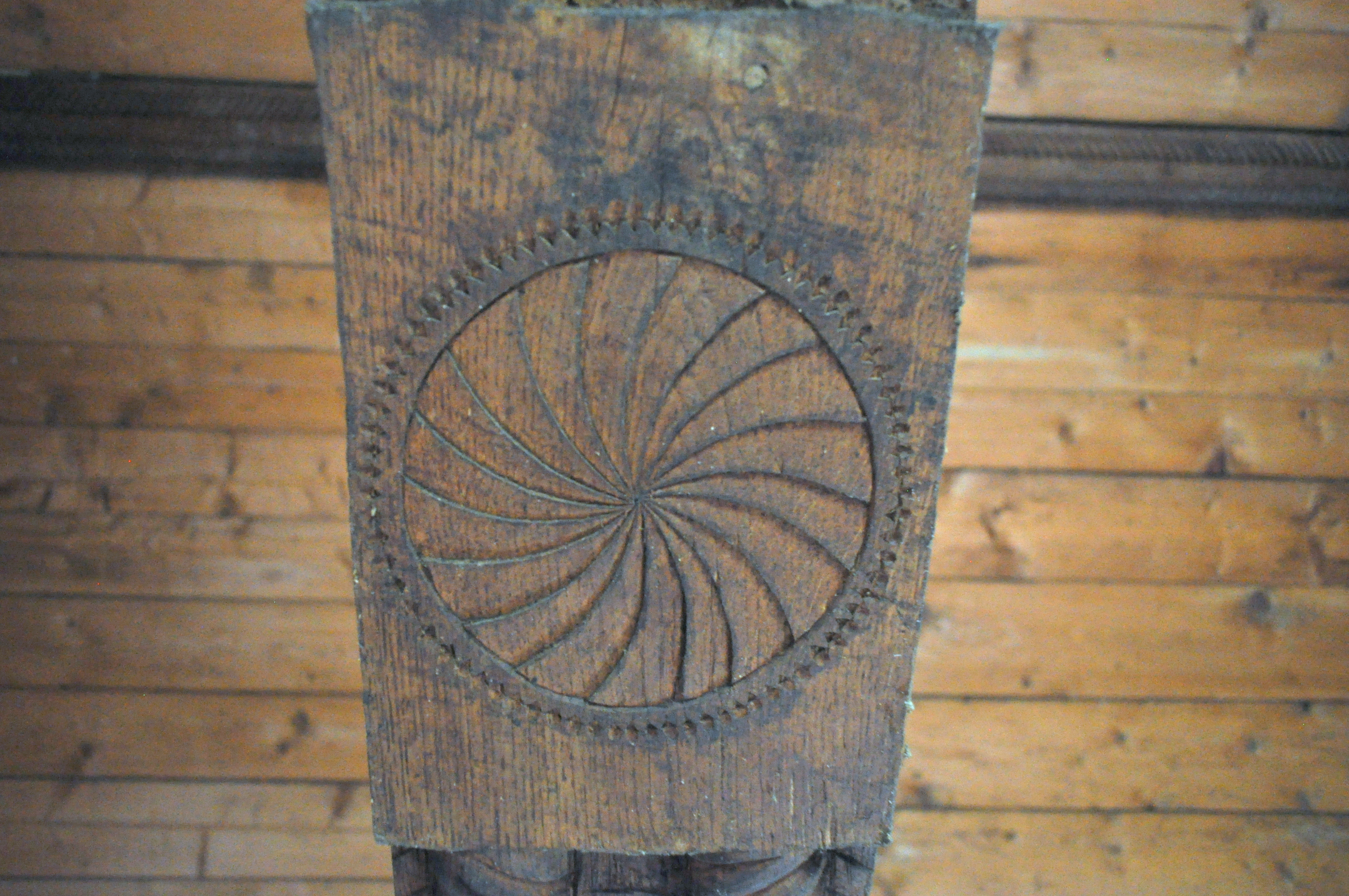
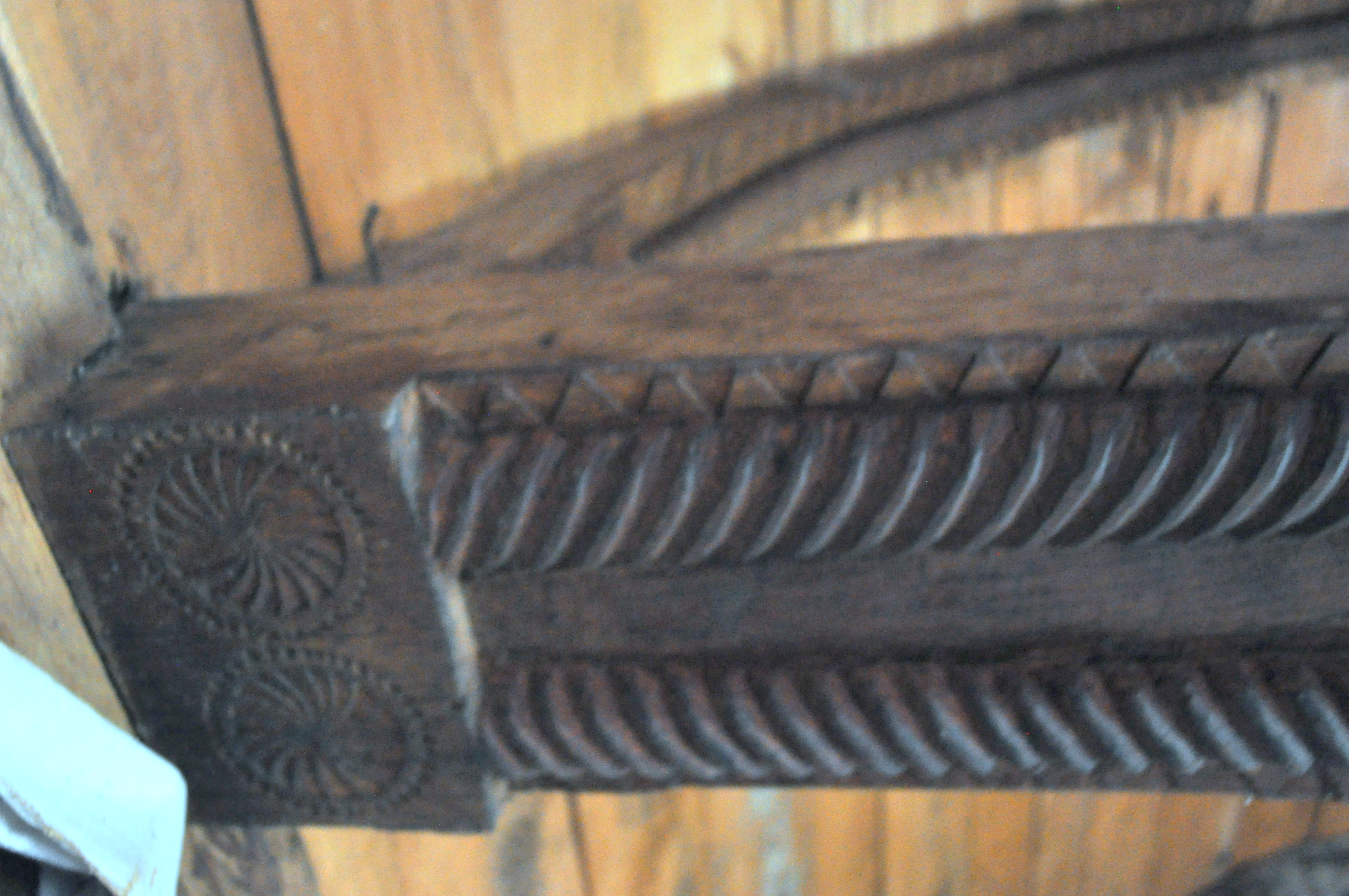
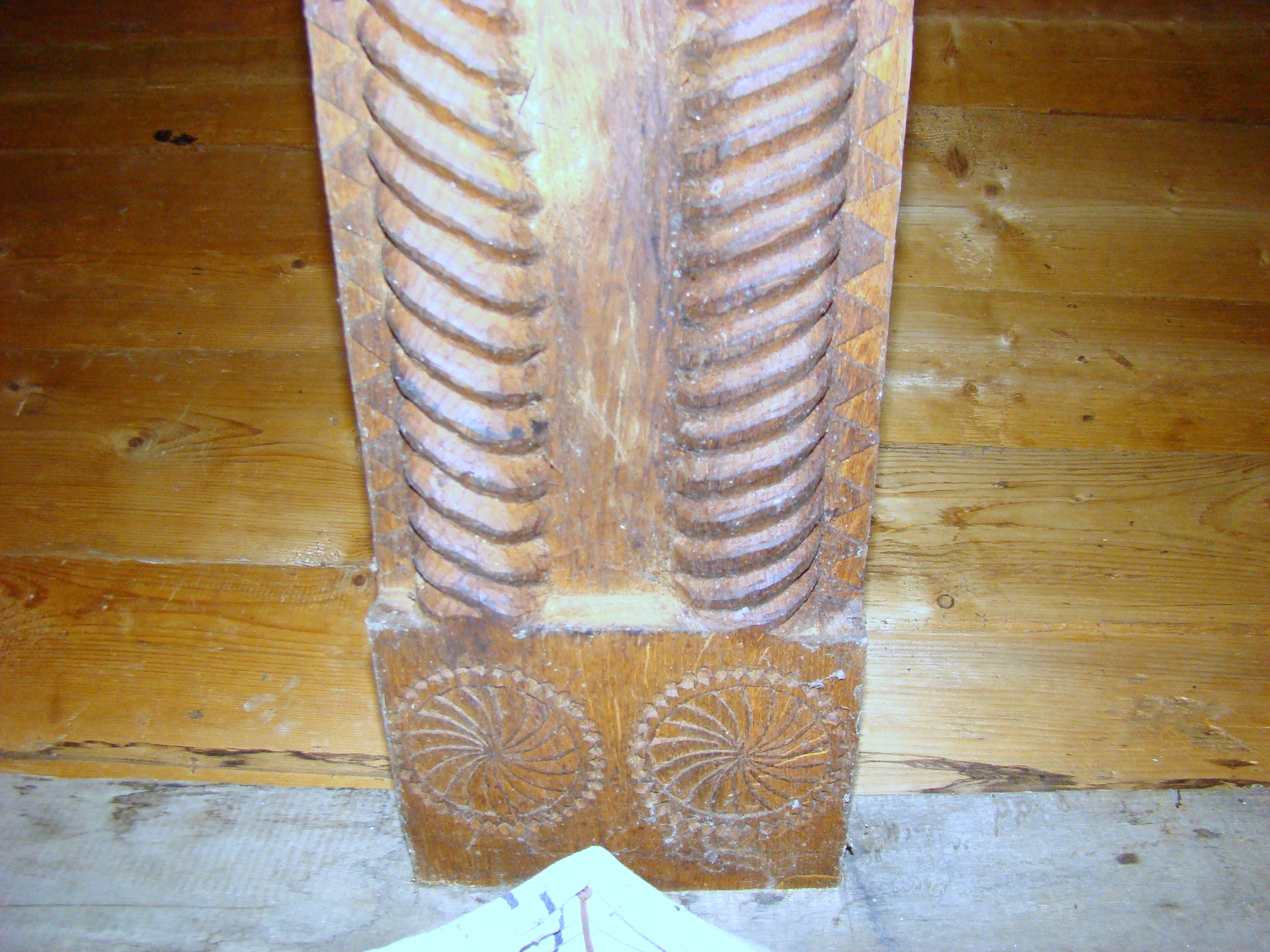
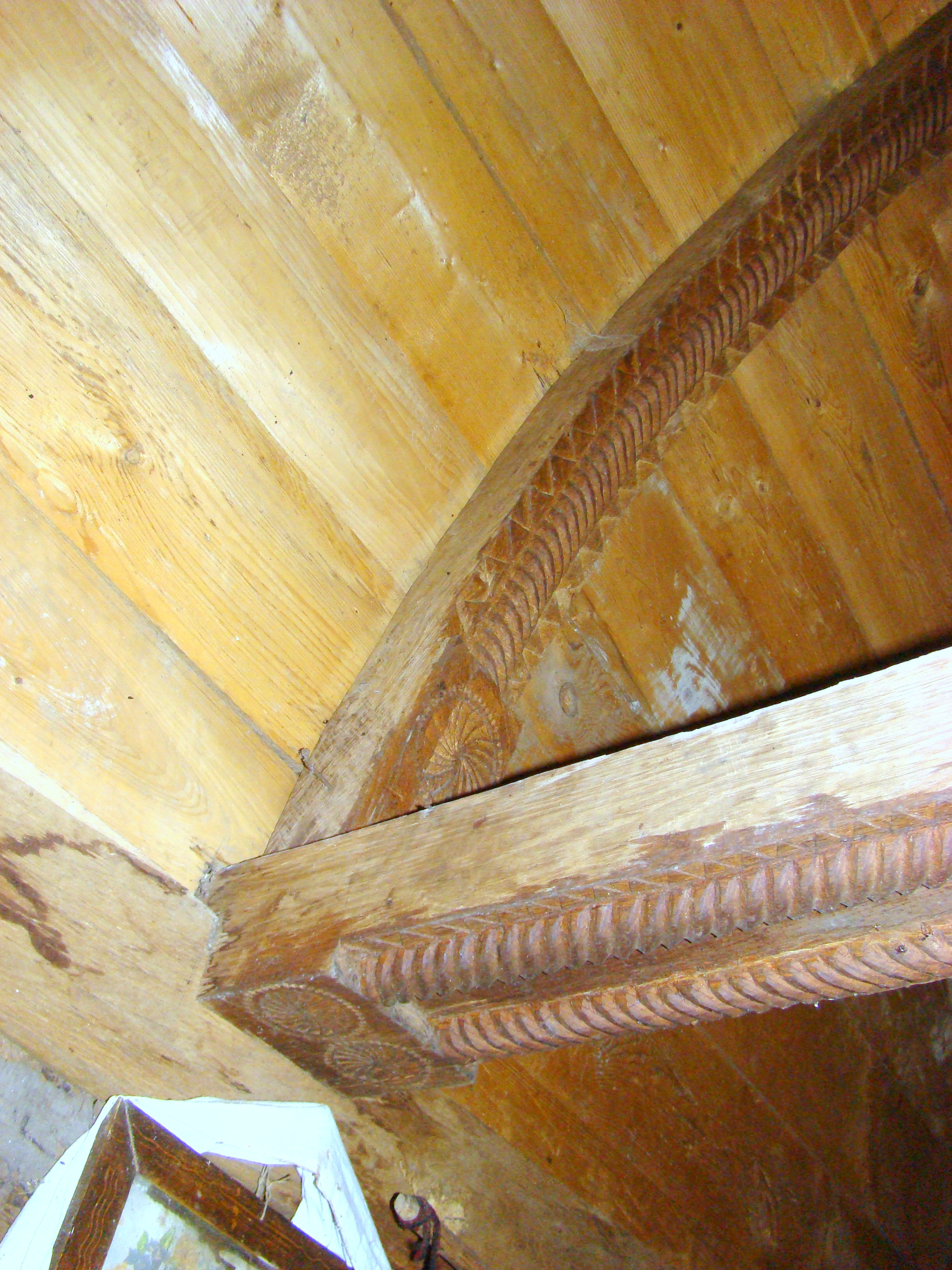
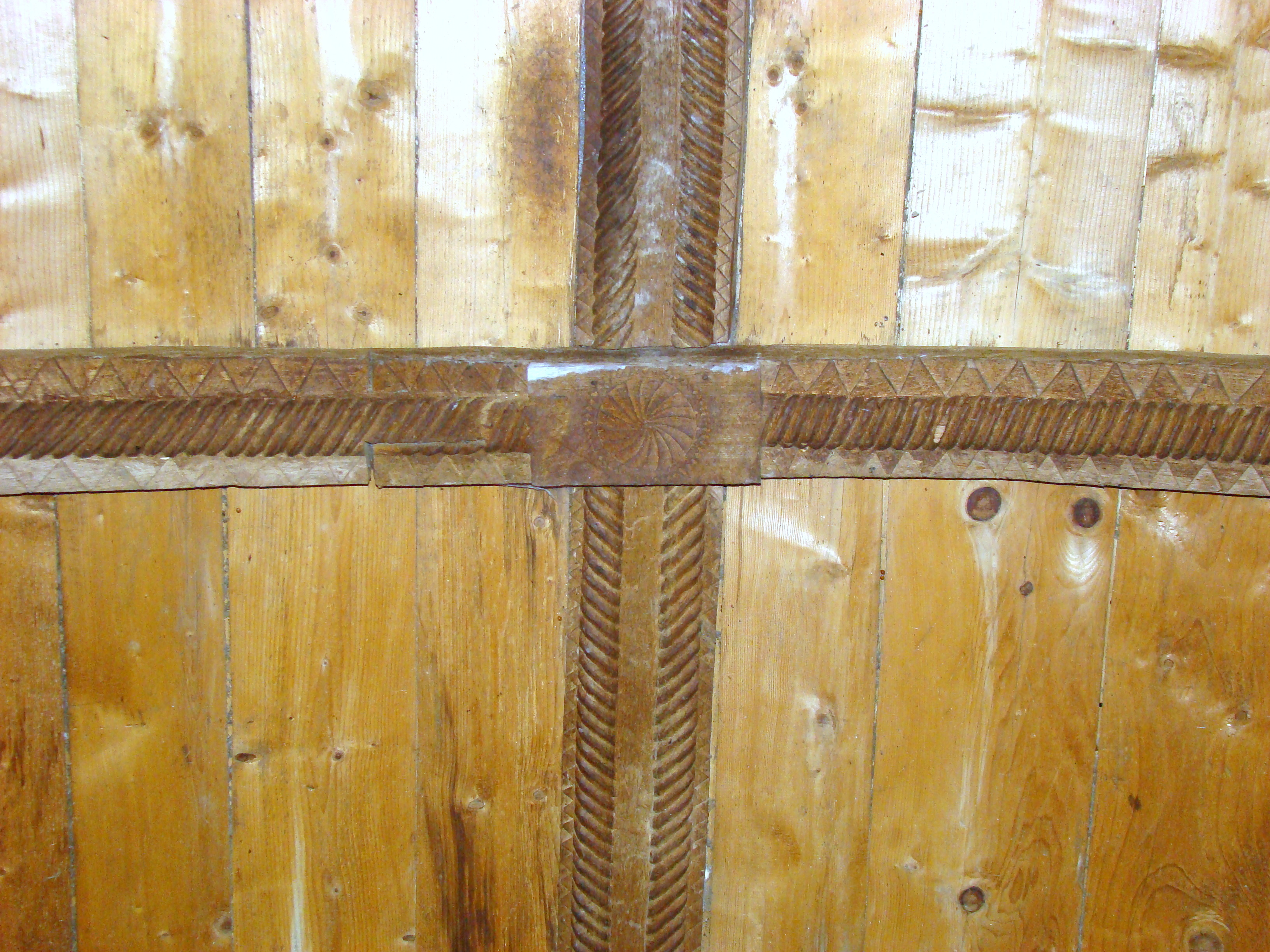
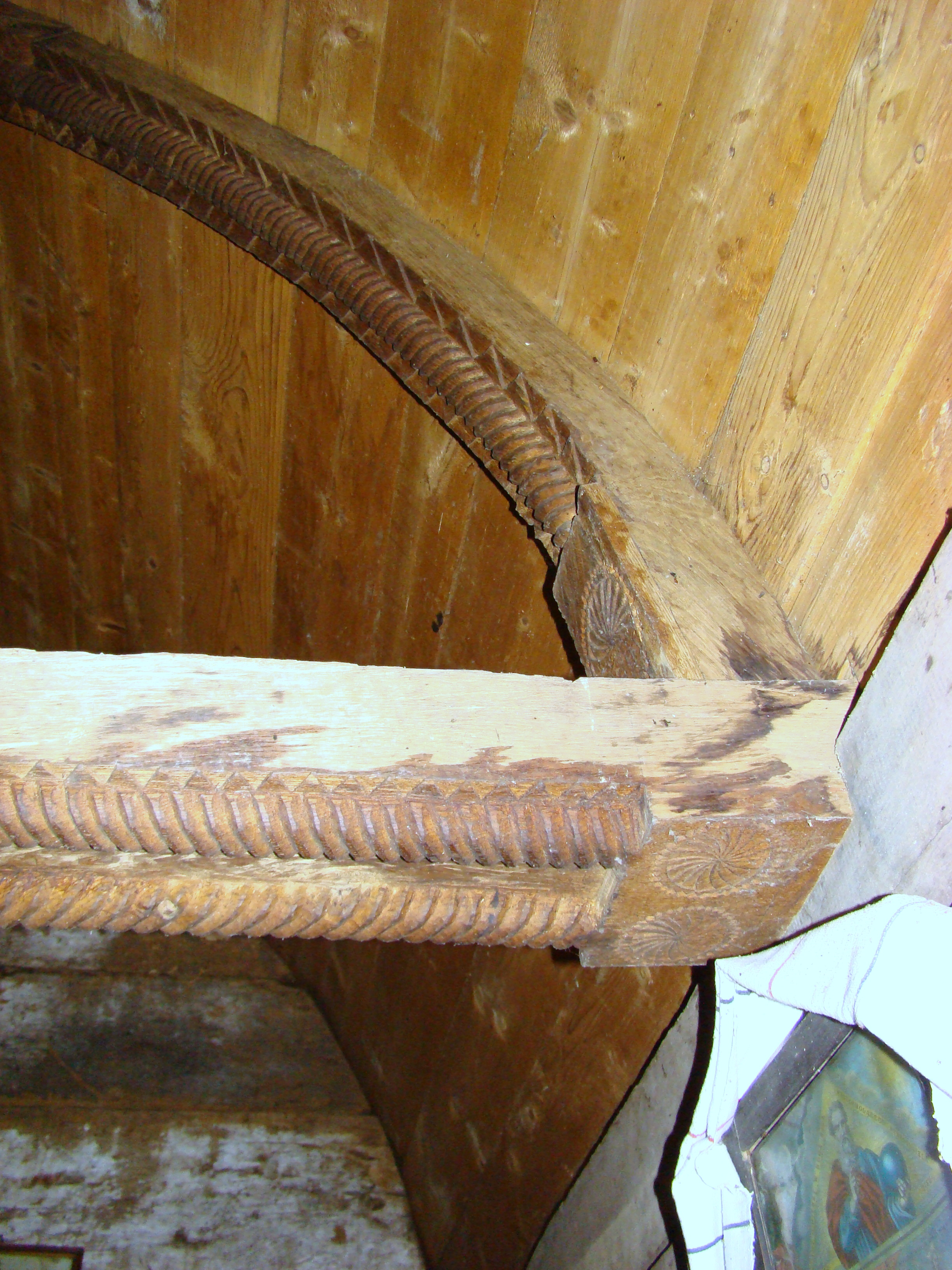
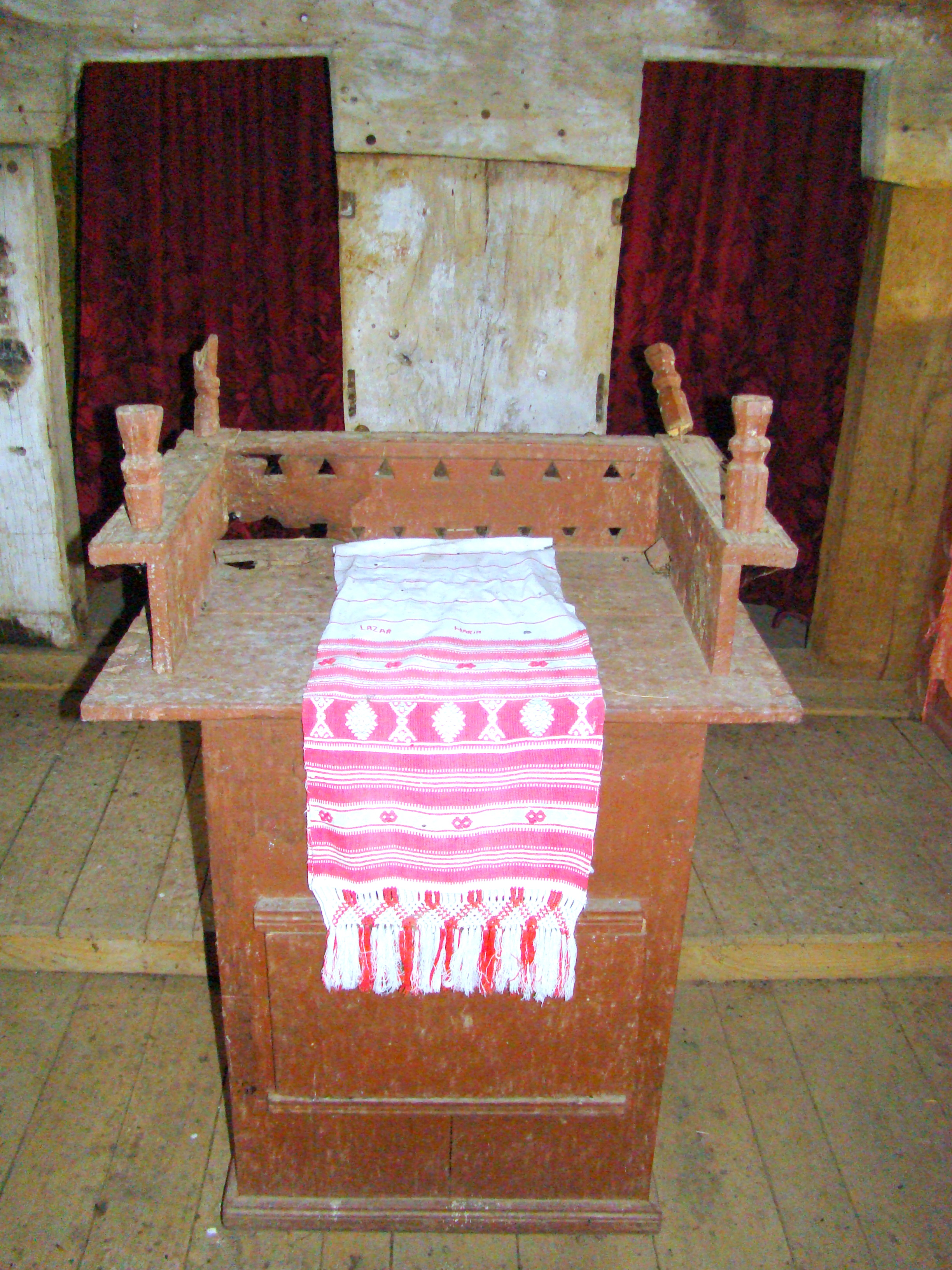
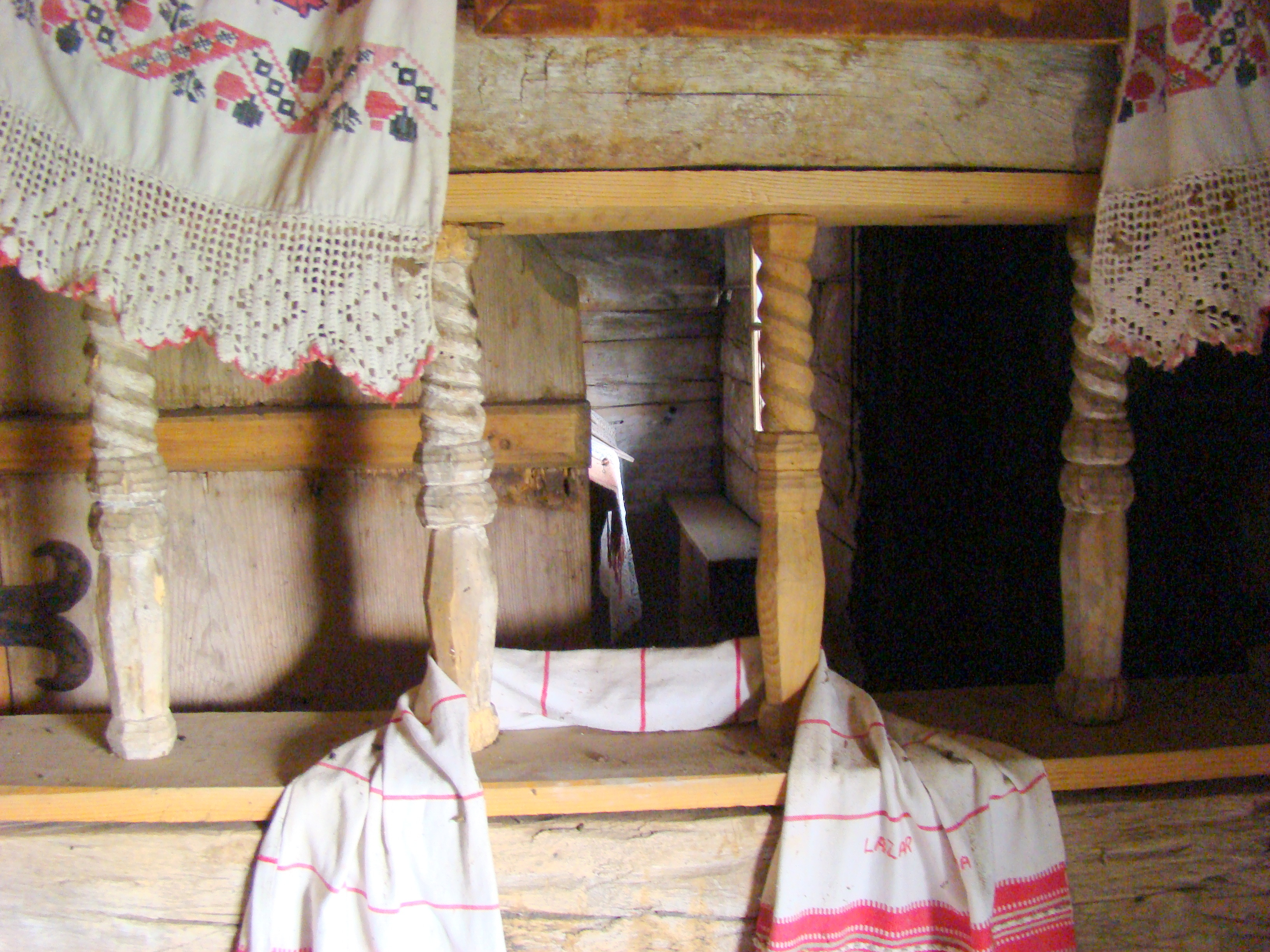
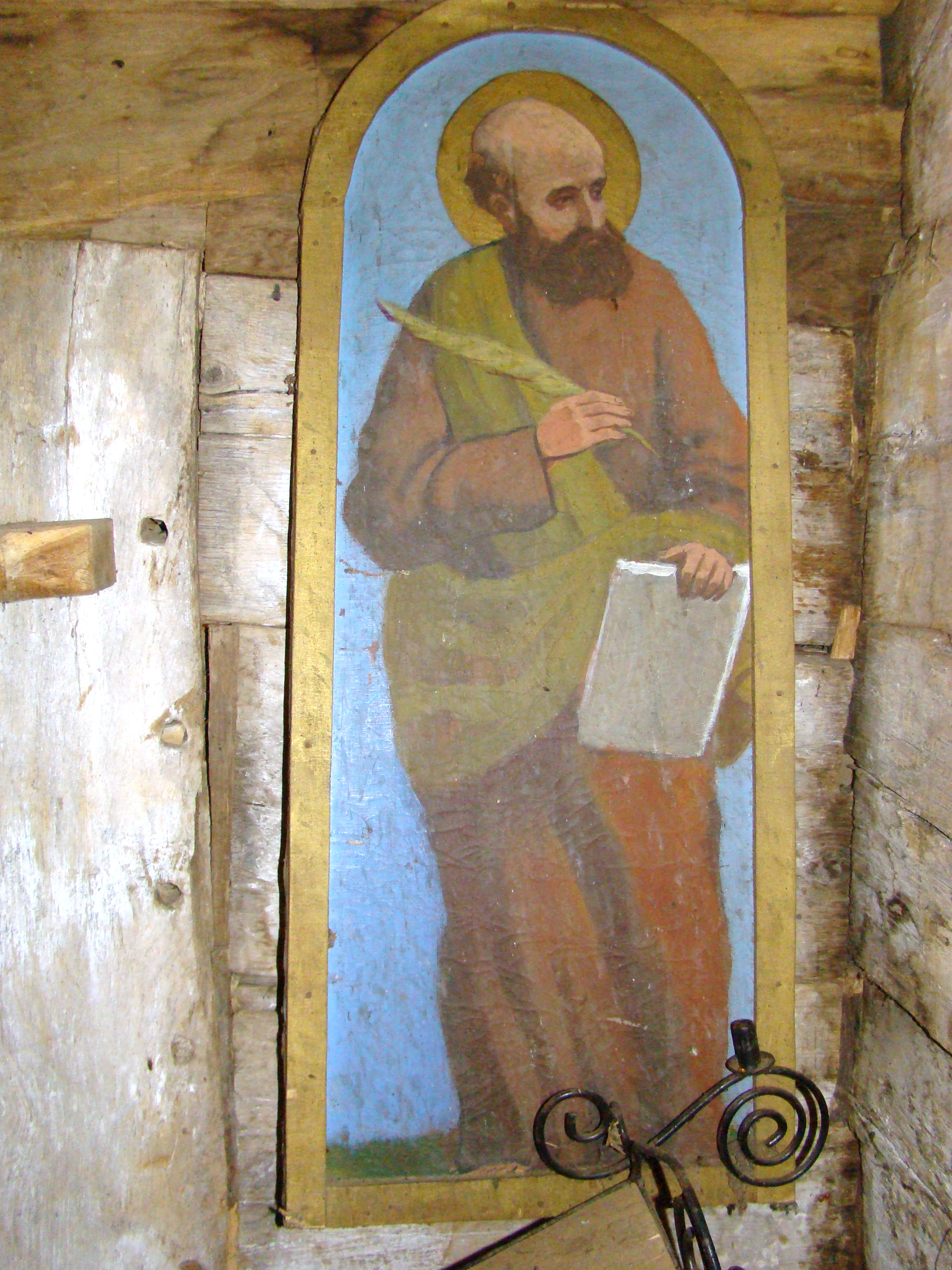
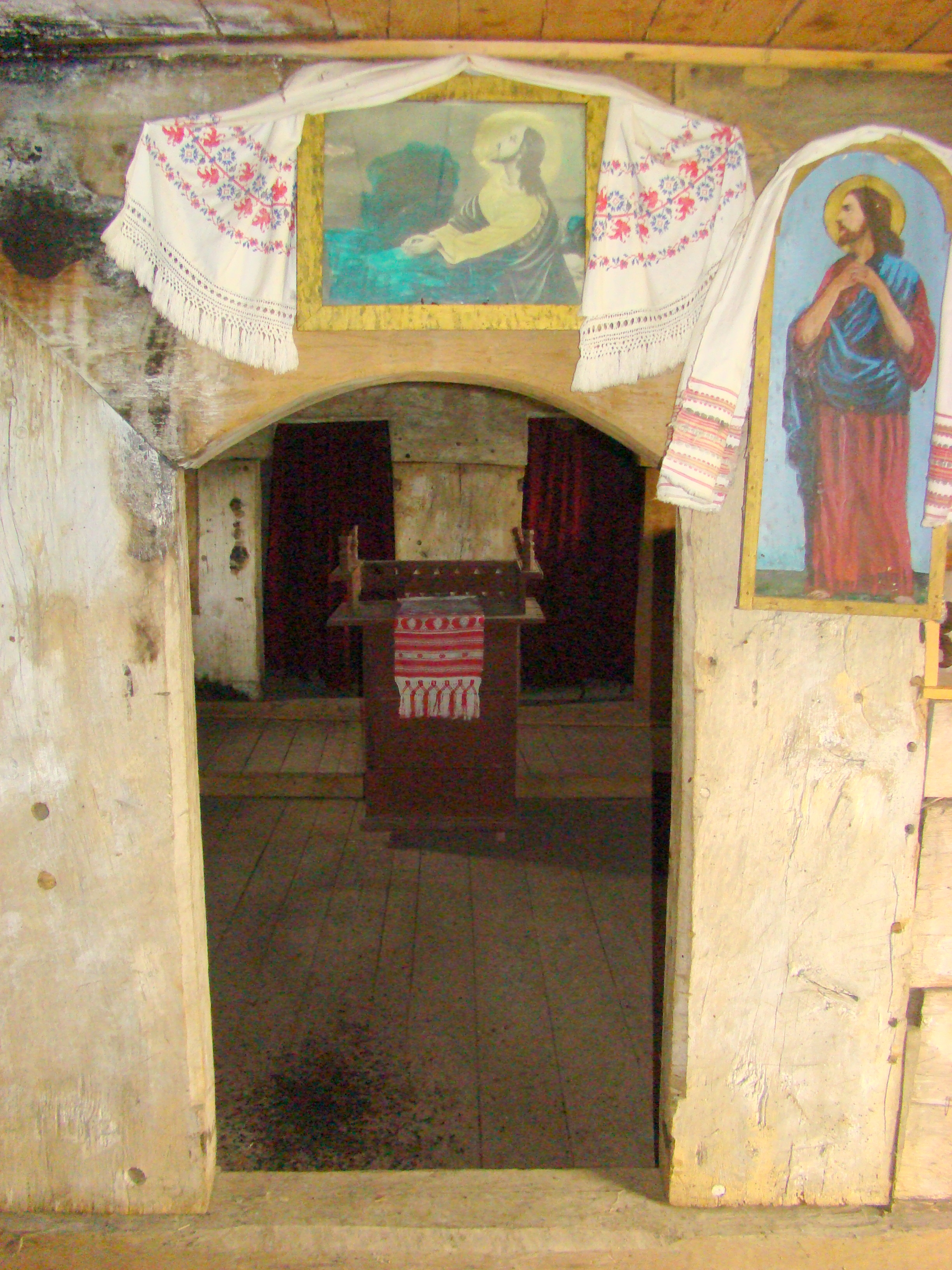
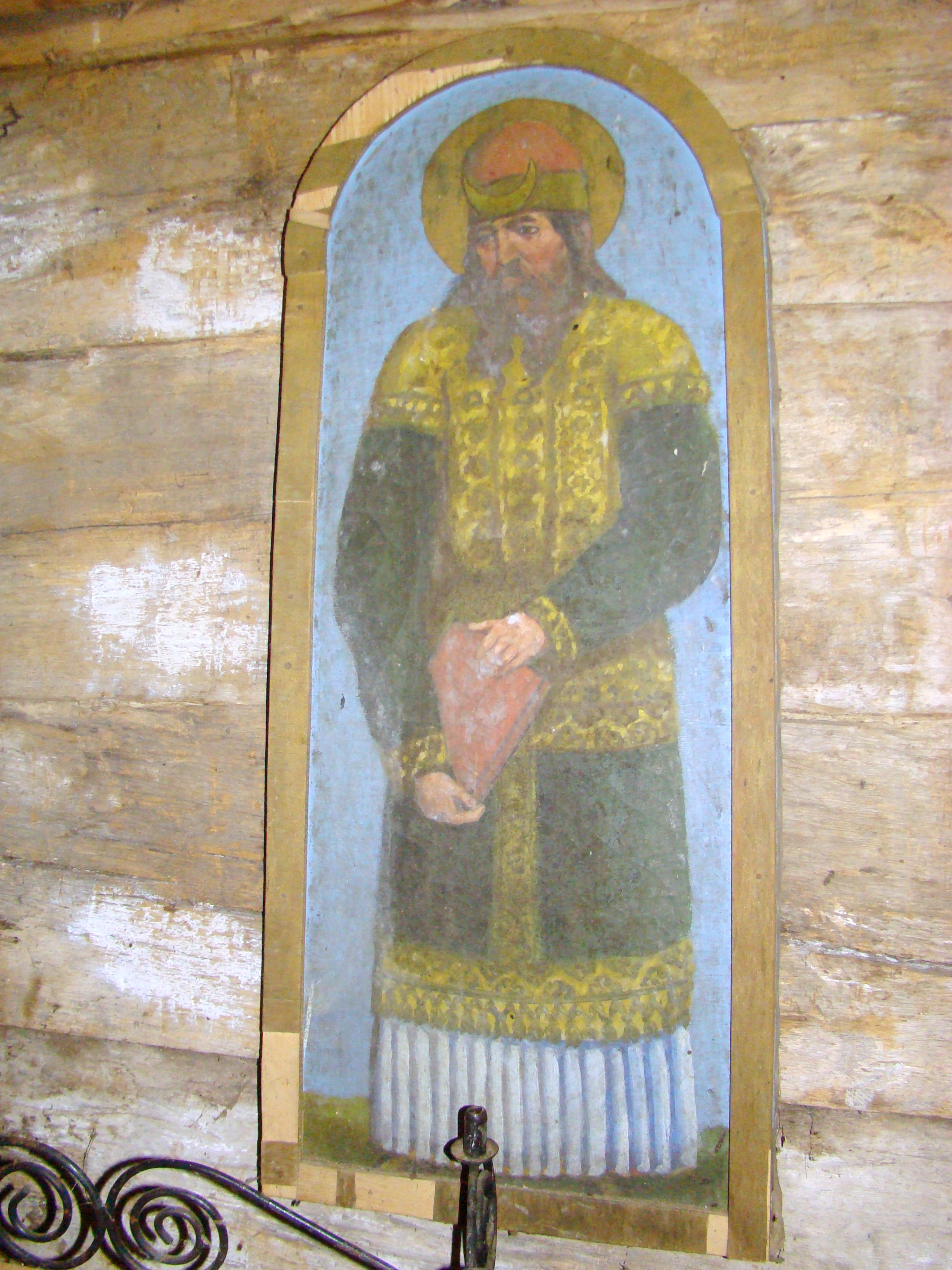
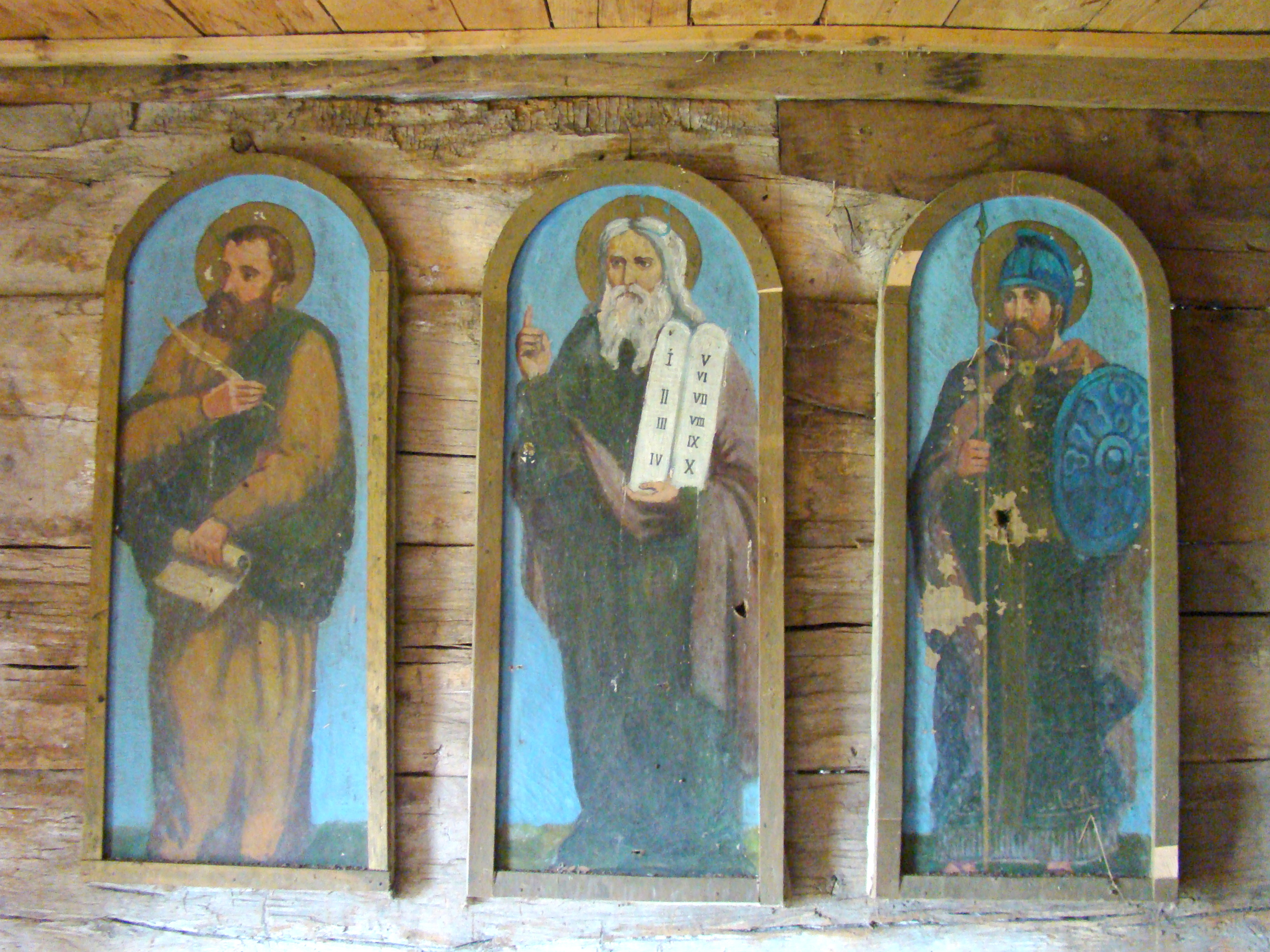
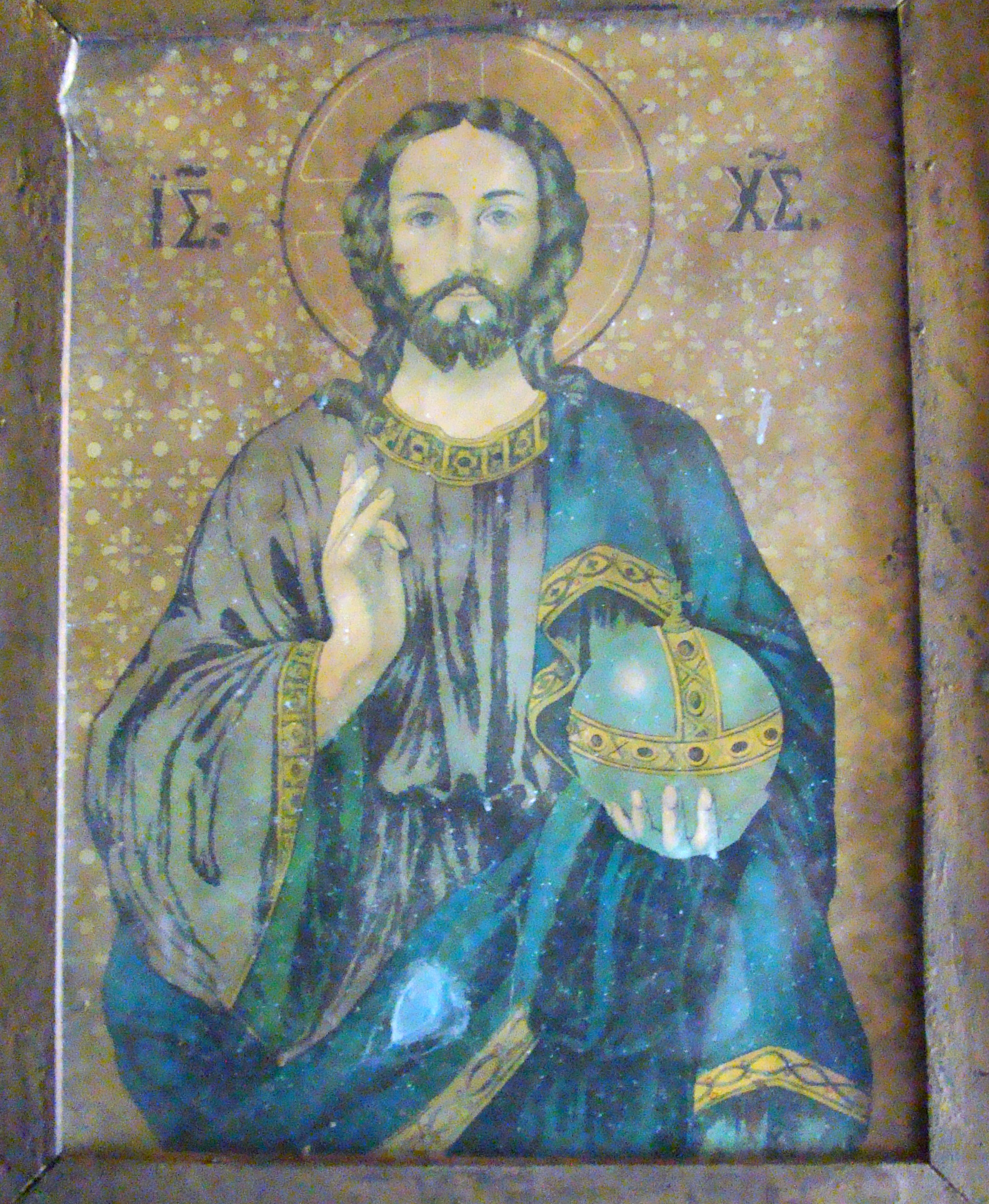
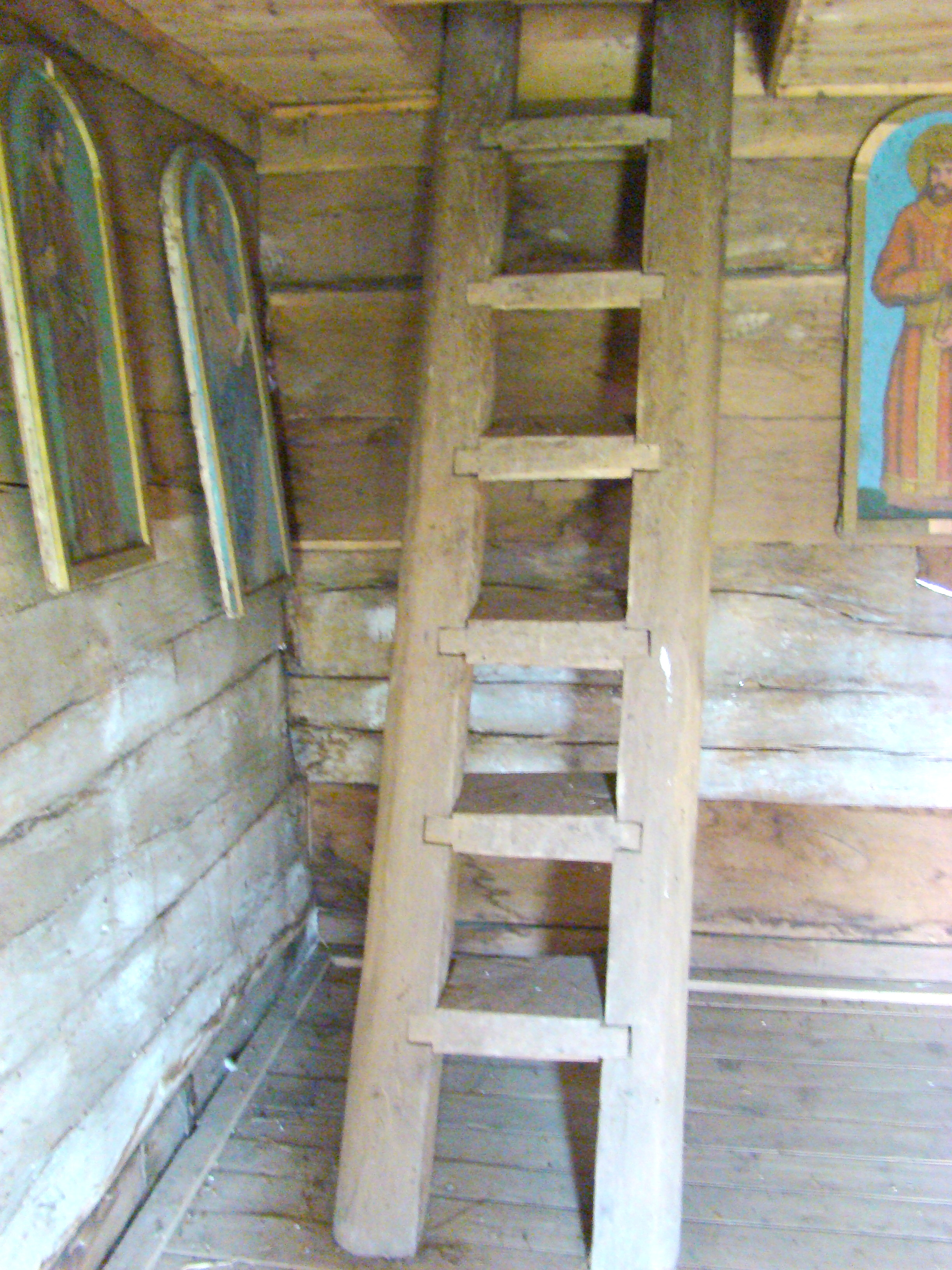
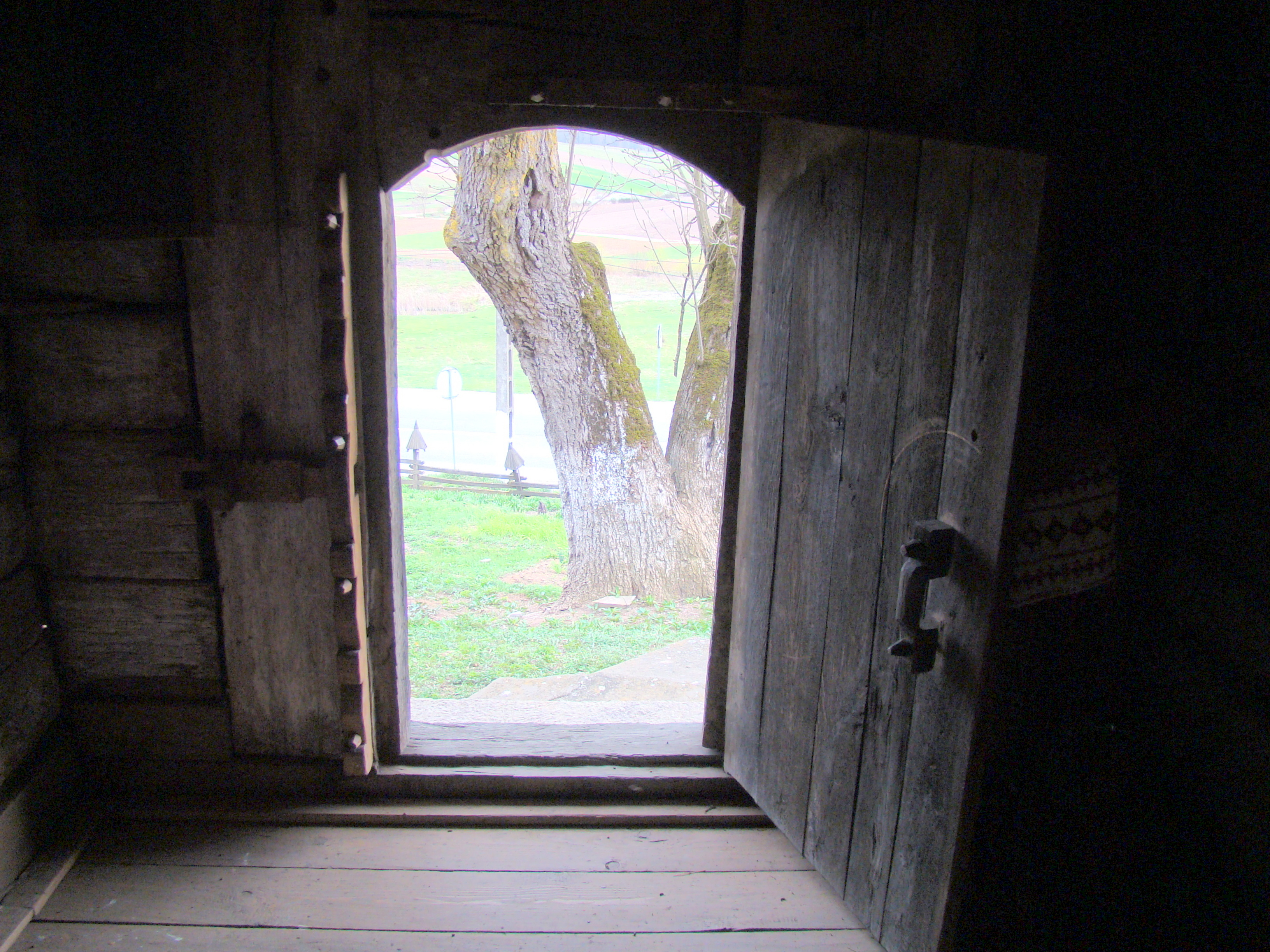